# Omosessualità

La bandiera simbolo dell'omosessualità

L'omosessualità è un orientamento sessuale che comporta l'attrazione emozionale, romantica e/o sessuale verso individui dello stesso sesso. Nella definizione di orientamento sessuale, l'omosessualità viene collocata nel continuum etero-omosessuale della sessualità umana, e si riferisce all'identità di un individuo sulla base di tali attrazioni e dell'appartenenza a una comunità di altri individui che condividono le stesse.
L'omosessualità si riscontra in molte specie animali (almeno 1.500). È inoltre scientificamente constatato che l'omosessualità, come gli altri orientamenti sessuali, non è una scelta e non è una malattia, ma è una condizione naturale del comportamento umano (e in generale animale).
L'omosessualità nella specie umana era presente anche nell'antichità, infatti in molte antiche culture le relazioni omosessuali erano altamente diffuse. Nel corso della storia, alcuni aspetti individuali dell'omosessualità sono stati ammirati o condannati, relativamente alle norme sessuali delle varie società. Quando essa veniva elogiata, tali aspetti erano visti come un miglioramento per la società; quando veniva condannata, particolari attività venivano viste come un "peccato" (per alcuni religiosi) o una malattia e alcuni comportamenti omosessuali erano proibiti e puniti dalla legge.
Dalla metà del XX secolo, l'omosessualità è stata gradualmente disconosciuta come crimine e decriminalizzata in quasi tutte le nazioni sviluppate. In seguito ad ulteriori studi e ricerche, essa viene depennata dalla International Statistical Classification of Diseases, Injuries and Causes of Death (ICD) il 17 maggio 1990, data simbolo della Giornata internazionale contro l'omofobia, la bifobia e la transfobia. Tuttavia, lo status legale delle relazioni omosessuali varia enormemente da uno Stato all'altro e rimangono ancora giurisdizioni in cui alcuni comportamenti omosessuali sono considerati crimini e vengono puniti con pene severe, tra cui la pena di morte.
Molte persone omosessuali nascondono i loro veri sentimenti e attività a causa della paura della disapprovazione altrui e della violenza; vengono comunemente definiti repressi. Il dichiarare apertamente il proprio orientamento viene definito coming out (dall'inglese "venire fuori"). I tentativi di emancipazione dell'omosessualità, così come oggi vengono riconosciuti, ebbero inizio negli anni sessanta del 1800; mentre nel XX secolo, dalla metà degli anni cinquanta si ebbe un'accelerazione con l'aumento della visibilità, dell'accettazione e dei diritti civili per lesbiche, gay e bisessuali. Ciononostante, l'omofobia persiste e ha un impatto forte soprattutto sui giovani, potendo causare all'individuo difficoltà di socializzazione anche con conseguenze gravi, fino al suicidio.
Oggi, gli aggettivi più comuni utilizzati sono lesbica per le donne omosessuali e gay per gli uomini omosessuali, benché alcuni preferiscano altri termini o anche nessun termine di definizione.

## Etimologia
Il termine omosessualità è la traduzione italiana della parola tedesca Homosexualität (creata fondendo il greco omoios "simile" e il latino sexus "sesso"), dalla quale sono derivate le traduzioni in tutte le altre lingue. Fu coniato nel 1869 dal letterato ungherese di lingua tedesca Karl-Maria Kertbeny (1824-1882) che lo usò in un pamphlet anonimo contro l'introduzione da parte del Ministero della Giustizia prussiano di una legge per la punizione di atti sessuali fra due persone di sesso maschile. Sempre Kertbeny coniò i termini di Normalsexualität ("normosessualità") e Doppelsexualität ("bisessualità"). Solo negli anni venti si farà strada il termine eterosessuale.

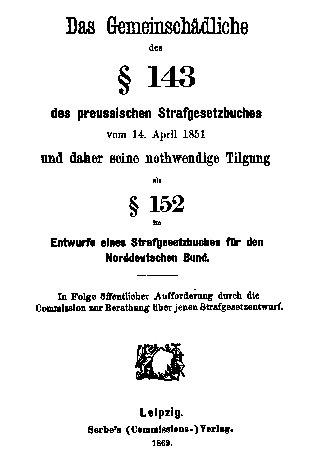
Il frontespizio del pamphlet anonimo scritto nel 1869 da Kertbeny

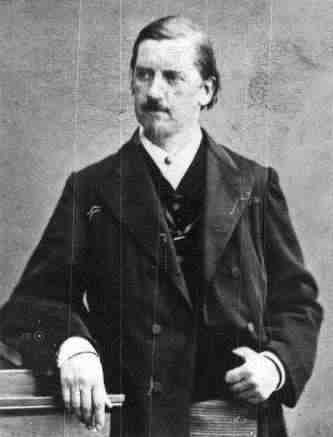
Una foto di Kertbeny (o Benkert) nel 1850/60

Benkert non era un medico, né uno scienziato, bensì un letterato e soprattutto quel che oggi si definirebbe un "militante omosessuale". La sua creazione di questo termine fu dunque non un tentativo di medicalizzare il comportamento omosessuale, ma più semplicemente il tentativo di creare un termine moralmente neutro che sostituisse quelli in uso all'epoca, soprattutto "pederastia", "sodomia", "omogenia" e "androtropia". Del resto, negli stessi anni anche Karl Heinrich Ulrichs (1825-1895), un altro militante, aveva coniato allo stesso scopo il termine uranismo, che inizialmente ebbe maggior successo.
Nel 1880 il termine "omosessualità" fu ripreso in un'opera scientifica di Gustav Jäger, Die Entdeckung der Seele, dal quale penetrò nella letteratura scientifica, che lo impose al grande pubblico, soprattutto attraverso la celeberrima Psychopathia sexualis di Richard von Krafft-Ebing, nella quale apparve a partire dall'edizione del 1887.
In Italia il termine apparve a stampa nel 1894; mentre l'aggettivo omosessuale era già apparso due anni prima, pur se destinato a entrare nell'accezione comune solo a partire dagli anni trenta del secolo successivo.
Nel corso degli anni il termine "omosessualità" ha assunto connotati sempre più neutri, anche se il concetto in sé continua a essere considerato un tabù in alcune culture. Negli anni cinquanta e sessanta una parte del movimento di liberazione omosessuale ha cercato di allontanare l'attenzione dal concetto di "sessualità", contenuto in questa parola, sostituendola con omofilia (dal greco omoios e filìa "affetto fraterno"). "Omofilia" è però caduto in disuso, ed è oggi usato solo all'interno della comunità omosessuale, o da persone anziane, o per riferirsi specificamente a quel periodo storico ("il movimento omofilo degli anni Cinquanta"). Con lo stesso intento di ricondurre l'attenzione all'ambito dei sentimenti più che a quello della sessualità negli ultimi anni è stata introdotta anche l'espressione "omoaffettività".
In particolare la parola omosessualità ha sostituito, secondo le intenzioni del suo creatore, termini usati nel passato come l'antico "sodomia" o "sodomiti", il cinquecentesco "vitio nefando", "inversione sessuale" (coniato nel 1870 da Arrigo Tamassia) e altri che avevano connotazioni moralmente negative o indicavano deviazioni patologiche della sfera sessuale (invertiti, pervertiti). Ha inoltre dato al linguaggio corrente un'alternativa ai termini dialettali (culattoni, recchioni), che hanno sempre in sé un significato denigratorio o spregiativo.
La nascita del movimento di liberazione omosessuale ha imposto in tutto il mondo il termine nato dal gergo omosessuale statunitense gay, inizialmente usato soprattutto per gli uomini omosessuali, ma da qualche anno usato frequentemente anche per parlare di donne lesbiche. In origine letteralmente "gaio", ma con connotazioni sessuali già nel tardo ottocento, viene usato nello slang omosessuale già negli anni '20 del XX secolo e sul finire degli anni '40 appare in pubblicazioni di psicologia.
Un'ala del movimento di liberazione omosessuale (o "movimento LGBT") si autodefinisce inoltre queer.
Nel caso di omosessualità fra donne si parla di lesbismo. Il termine deriva dall'isola di Lesbo, che fu patria della poetessa Saffo.

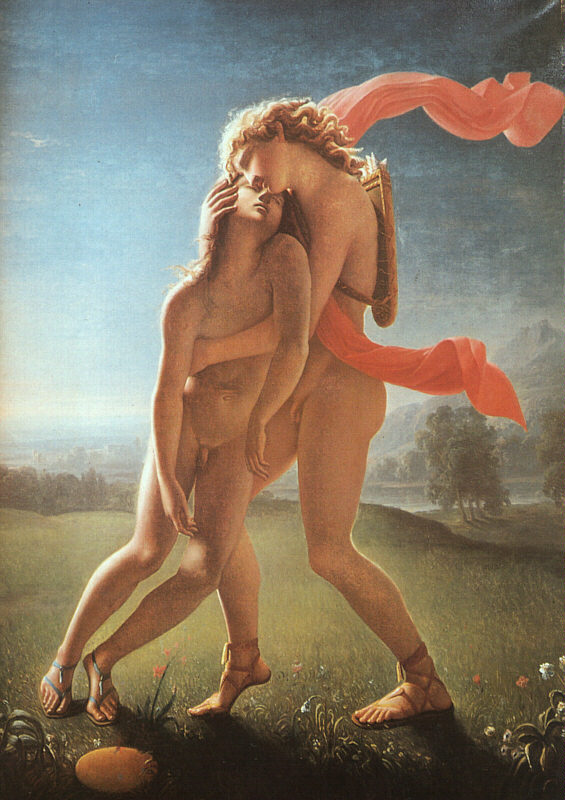
La morte di Giacinto di Jean Broc, 1801.

## Comportamento omosessuale negli animali
L'omosessualità negli animali si riferisce alla documentata evidenza di un comportamento omosessuale, bisessuale o transgender negli animali non-umani. Tali comportamenti includono rapporti sessuali, corte, affetto, accoppiamento e omogenitorialità. Comportamenti omosessuali e bisessuali sono diffusi nel regno animale: una ricerca del 1999 di Bruce Bagemihl dimostra che il comportamento omosessuale viene osservato in almeno 1500 specie, a partire dai primati agli acantocefali, ed è ben documentata per 500 specie. Il comportamento sessuale animale ha differenti forme, anche nella stessa specie. Le motivazioni e le implicazioni di questi comportamenti non sono ancora stati ben compresi, dacché molte specie debbono ancora essere ben studiate. Secondo Bagemihl, “il regno animale lo fa con molta più diversità sessuale – tra cui omosessualità, bisessualità e sessualità non produttiva – di quanto la comunità scientifica e la società abbiano voglia di ammettere.”
Uno dei casi più famosi, in quanto ampiamente pubblicizzato dai mass media, è stato quello riguardante Roy e Silo, la coppia di "pinguini gay" dello zoo newyorkese.

## Sessualità e identità di genere

### Definizione dell'omosessualità
L'OMS definisce l'omosessualità una variante naturale del comportamento umano, ma non ha preso posizione rispetto alla possibile causa di tale variabilità.
Definire chi sia la persona omosessuale non è cosa agevole. L'omofobia, del resto, contribuisce a generare talvolta e in alcune culture una situazione sociale pesante in cui le stesse persone omosessuali rifiutano per prime, almeno in pubblico, la definizione di "omosessuale".
Oltre a ciò, il confine fra eterosessualità ed omosessualità non è affatto netto: vaste aree del comportamento umano sfuggono a una definizione netta, ad esempio nel caso delle persone bisessuali.
Oltre che da parte di persone che provano attrazione sessuale e/o sentimentale sia per persone dell'altro che del proprio sesso (bisessualità in senso stretto), si possono verificare comportamenti omo- o bisessuali in molti altri casi, tra i quali:
- comportamenti omosessuali indotti dall'assenza di altre possibilità di sfogo sessuale ("omosessualità situazionale"), per esempio quella che si verifica nelle comunità di persone di un solo sesso, come le carceri, le caserme. Essa è detta anche "omosessualità di compensazione" o, nei testi più antichi, pseudo-omosessualità (questa ultima definizione è ormai in disuso);
- comportamenti omosessuali infantili e adolescenziali (o "giochi" sessuali), ("omosessualità adolescenziale" o "transitoria");
- comportamenti omosessuali maggiormente diffusi nelle società in cui i rapporti sessuali con persone del sesso opposto sono strettamente riservati agli adulti, tramite matrimonio o ricorso alla prostituzione;
- comportamenti (anche) omosessuali da parte di persone affette da alcune patologie mentali, tali da rendere indifferenziato l'oggetto delle loro pulsioni erotiche;
- comportamenti omosessuali motivati da ragioni estranee alla tendenza sessuale personale, come per esempio nel caso della prostituzione maschile, nella quale il bisogno economico può indurre a rapporti sessuali con persone del proprio sesso anche persone che non sono omosessuali esse stesse.

Normalmente, quando si parla di "omosessuali", non si intendono le persone coinvolte nelle situazioni sopra elencate, bensì le persone che provano attrazione in modo preponderante o esclusivo per persone del loro sesso anche quando siano al di fuori da tali situazioni. Tali persone ricercano rapporti affettivi e sessuali con persone del loro sesso in base a una pulsione interna personale e non in base a una scelta indotta dall'ambiente o dalle circostanze.

### Orientamento sessuale, identità e comportamento secondo gli psicologi americani
L'American Psychological Association, l'American Psychiatric Association, e la National Association of Social Workers asseriscono che "L'orientamento sessuale si riferisce a un modello duraturo o a una disposizione all'esperienza sessuale, affettiva o di romantica attrazione primariamente a uomini, donne o entrambi i sessi. Si riferisce anche al senso di personale e sociale identità di un individuo basato su tali attrazioni, ai comportamenti che le esprimono, e all'appartenenza a una comunità di altri individui che le condividono. Benché il raggio d'azione dell'orientamento sessuale si dilunghi in un continuum da un'identità esclusivamente eterosessuale a una esclusivamente omosessuale, viene solitamente interpretato nei termini di tre categorie: eterosessuale (avente attrazione sessuale e romantica primariamente o esclusivamente con membri dell'altro sesso), omosessuale (avente attrazione sessuale e romantica primariamente o esclusivamente con membri dello stesso sesso), e bisessuale (avente un significante grado di attrazione sessuale e romantica nei confronti di entrambi uomini e donne). L'orientamento sessuale va distinto da altre componenti sessuali o della sessualità, inclusi il sesso biologico (le caratteristiche anatomiche, fisiologiche e genetiche associate con l'essere di genere maschile o femminile), l'identità di genere (il senso psicologico di appartenenza al genere maschile o femminile), e il ruolo sociale di genere (l'adesione alle norme culturali che definiscono i comportamenti mascolini o effeminati).
L'orientamento sessuale viene comunemente dibattuto come una caratteristica dell'individuo, così come per il sesso biologico, l'identità di genere o l'età. Questa prospettiva è incompleta dal momento che l'orientamento sessuale viene sempre definito sulla base dei termini relazionali e necessariamente concerne relazioni con altri individui. Atti sessuali e attrazioni romantiche vengono categorizzati come omosessuali o eterosessuali sulla base del sesso biologico dell'individuo coinvolto in essi, relativamente ai partner. Effettivamente, è tramite la prestazione – o il desiderio di prestare – con un'altra persona che gli individui esprimono la loro eterosessualità, omosessualità o bisessualità. Così, l'orientamento sessuale è integramente connesso alle intime relazioni personali che gli esseri umani formano con altri per incontrare le loro più profonde necessità sentimentali di amore, legame e intimità. Oltre al comportamento sessuale, questi vincoli comprendono affezioni fisiche non-sessuali tra partner, la condivisione degli obiettivi e dei valori, il reciproco sostegno e l'impegno costante.
Conseguentemente, l'orientamento sessuale non è meramente una caratteristica personale che può essere definita isolatamente. Altresì, il proprio orientamento sessuale definisce l'universo di persone con cui una persona è in grado di trovare soddisfacenti e appaganti relazioni che, per molti individui, comprendono un'essenziale componente di identità personale.
L'attività omosessuale può anche avvenire in situazioni in cui un grande gruppo di persone dello stesso sesso è confinato insieme per una certa lunghezza di tempo, come nelle prigioni, negli ambienti militari, nelle scuole separate o in altre comunità che segregano sulla base sessuale, in cui i vari individui possono avere comportamenti omosessuali ma, in altra circostanza, si definiscono eterosessuali.

#### Sviluppo e presa di coscienza del soggetto riguardo al proprio orientamento sessuale: processo delcoming out

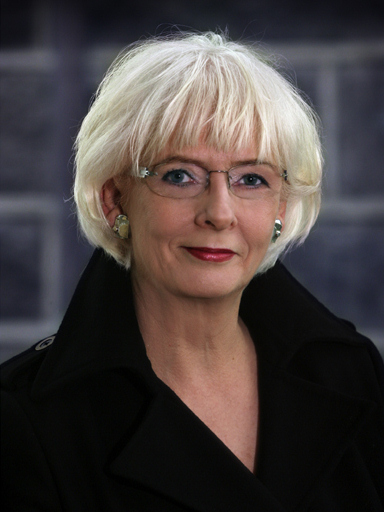
Jóhanna Sigurðardóttir, l'ex primo ministro dell'Islanda, fu il primo capo di governo apertamente omosessuale dei tempi moderni.

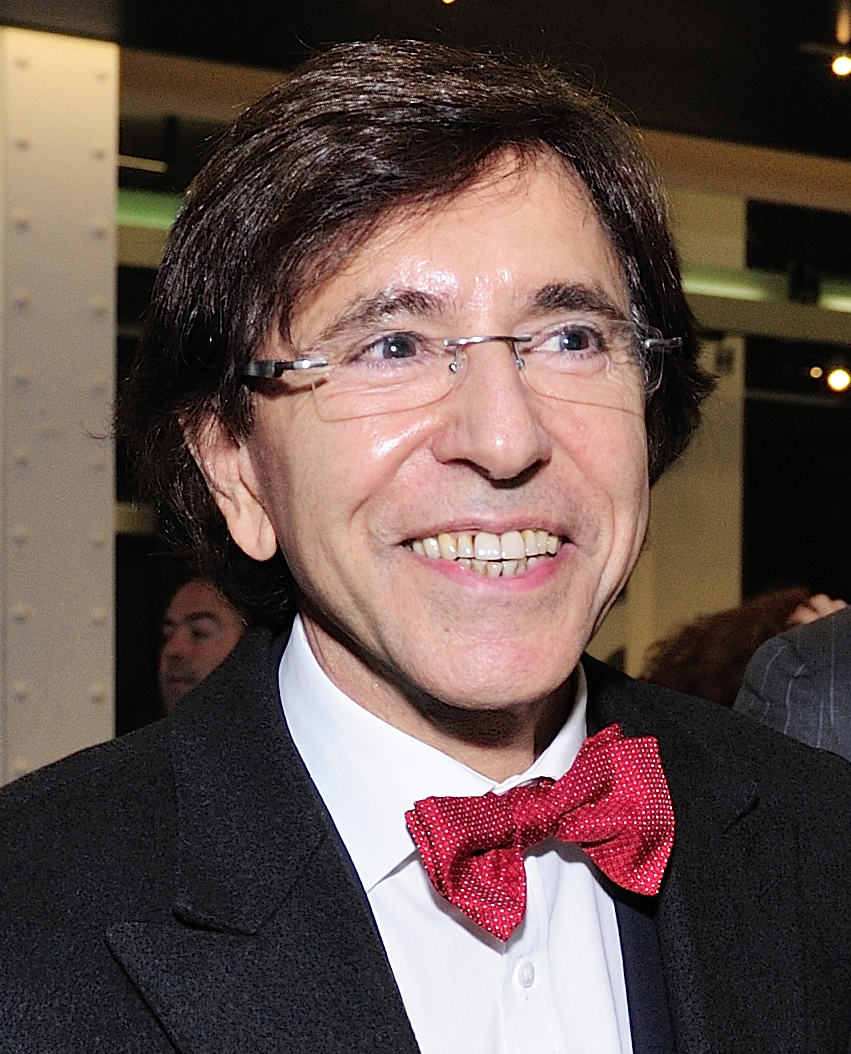
Elio Di Rupo, l'ex primo ministro del Belgio, fu il secondo capo di governo apertamente omosessuale dei tempi moderni

Molte persone che si sentono attratte da membri del loro stesso sesso si trovano a dover fare un "coming out" ad un certo punto della loro vita. Generalmente, il coming out viene descritto in tre fasi. La prima fase è quella del “conoscere se stessi”, e della realizzazione o decisione di emergere come una persona aperta a relazioni con persone dello stesso sesso. Ciò viene spesso definito come un coming out interno.
La seconda fase prescrive la propria decisione di “uscir fuori” con altre persone, ad esempio la famiglia, gli amici e/o i colleghi. Questa fase può avvenire in età anche molto differenti tra soggetto e soggetto, essendo strettamente legata all'evoluzione e alla situazione individuale.
La terza fase è rappresentata, più generalmente, dal vivere apertamente come una persona LGBT. In Italia, come nel resto delle nazioni più sviluppate, le persone spesso fanno il loro coming out durante le scuole superiori o all'università. A queste età, essi non vedono la necessità di ricorrere ad un aiuto quando il loro orientamento non è accettato nella loro società e da ciò ne conseguono rischi e violenze nel momento in cui si rivela ai membri di tale società la propria sessualità.
Secondo i testi di Rosario, Schrimshaw, Hunter, Braun (2006), "lo sviluppo dell'identità sessuale di lesbiche, gay e bisessuali (LGB) è un complesso e spesso difficile processo. A differenza di membri di altri gruppi di minoranza (come ad esempio le minoranze etniche e razziali), la maggior parte degli individui LGB non è cresciuta in una comunità di altri individui simili a loro da cui possono imparare riguardo alla loro identità e che rinforzano e supportano quell'identità. Al contrario, gli individui LGB sono spesso cresciuti in comunità che sono tanto ignoranti quanto apertamente ostili nei confronti dell'omosessualità.”
In Italia spesso ci si riferisce al coming out utilizzando impropriamente l'espressione "outing", che invece indica l'atto di rivelare l'omosessualità di qualcuno da parte di un'altra persona.

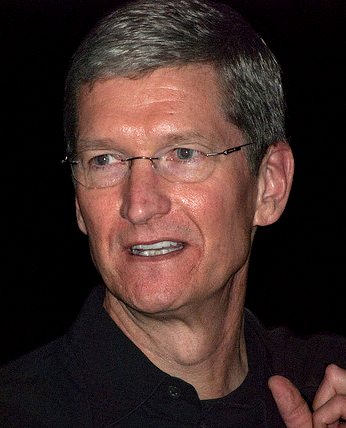
Nell'ottobre del 2014 l'amministratore delegato (CEO) di Apple, Tim Cook, è diventato il primo CEO di una società inserita in Fortune 500 a identificarsi pubblicamente come gay.

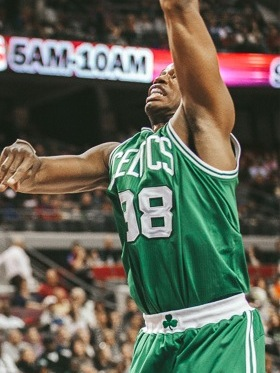
Jason Collins è diventato il primo atleta professionista attivo nelle Maggiori leghe sportive professionistiche in Stati Uniti d'America e Canada a dichiarare pubblicamente di essere gay.

#### Fluidità dell'orientamento sessuale
Le maggiori organizzazioni professionali e scientifiche statunitensi, inglesi e australiane considerano i tentativi di modificazione dell'orientamento sessuale potenzialmente dannosi; allo stesso tempo, frange e gruppi, spesso motivati da credenze religiose, credono che il cambiamento o la diminuzione dell'attrazione sessuale, siano possibili per coloro che non "possono" accettare il proprio orientamento.
L'orientamento sessuale è stato provato essere generalmente impermeabile agli interventi intenzionati a cambiarlo. Nessuna ricerca scientificamente adeguata ha dimostrato che tali interventi siano effettivi o salutari. Le principali organizzazioni di sanità mentale non incoraggiano gli individui al tentativo di cambiare il loro orientamento da omosessuale a eterosessuale. Tutte le maggiori organizzazioni statunitensi di sanità mentale hanno adottato una politica di dichiarazioni con lo scopo di avvertire i professionisti e il pubblico sui trattamenti che implicano il cambiamento dell'orientamento sessuale. Le maggiori associazioni di sanità mentale considerano i punti di vista che sposano organi intenzionati a tale cambiamento non sostenuti dalla scienza e che tali cosiddetti trattamenti sull'omosessualità creano uno scenario in cui il pregiudizio e la discriminazione possano fiorire. L'American Psychological Association “incoraggia i professionisti di sanità mentale a sfatare la travisante efficacia dei tentativi di cambiamento dell'orientamento sessuale che promuovono o promettono il cambiamento del medesimo, incoraggiando invece a fornire assistenza a quelle persone afflitte dalla loro o da quella di altri situazione sessuale, e conclude che i benefici riportati dai partecipanti a tentativi di cambiamento possono essere ottenuti mediante approcci che non intentano al cambiamento dell'orientamento sessuale”.
L'Australian Psychological Society afferma che "L'orientamento omosessuale non è una malattia mentale e non ci sono ragioni scientifiche per tentare una conversione di lesbiche o gay ad un orientamento eterosessuale. L'Australian Psychological Society riconosce la scarsità di evidenza scientifica riguardo l'utilità di una terapia di conversione, e sottoscrive che essa potrebbe, di fatto, essere dannosa per l'individuo. Cambiare l'orientamento sessuale di una persona non è semplicemente una questione di cambiamento del comportamento sessuale della stessa. Esso necessiterebbe dell'alterazione dei sentimenti emozionali, romantici e sessuali della persona e la ricostruzione della propria concezione di sé e dell'identità sociale."
Similmente, il Royal College of Psychiatrists stabilisce che “Non v'è alcuna evidenza scientifica che l'orientamento sessuale possa essere modificato.” e che "La maggior evidenza dell'efficacia di un qualsivoglia trattamento deriva da test clinici random e nessun test di questo tipo è stato mai eseguito in questo campo." David Satcher della Surgeon General of the United States fornisce un rapporto che afferma che “non esiste una valida evidenza scientifica per cui l'orientamento sessuale possa essere modificato”.
L'American Psychiatric Association (APA) ha inoltre affermato che "alcune persone credono che l'orientamento sessuale sia innato e stabile; malgrado ciò, l'orientamento sessuale si sviluppa nel corso della vita di una persona”. L'APA dice anche che "la maggior parte delle persone sperimenta ben poco o senza alcun senso di scelta riguardo al proprio orientamento sessuale." In un resoconto in associazione con le maggiori organizzazioni mediche americane, l'APA afferma che "differenti persone realizzano in differenti punti della propria vita di essere eterosessuali, gay, lesbiche o bisessuali". Un rapporto della Centre for Addiction and Mental Health afferma: "Per alcune persone, l'orientamento sessuale è continuo e stabile nella loro vita. Per altri, l'orientamento sessuale può essere fluido e cambiare nel corso del tempo”.

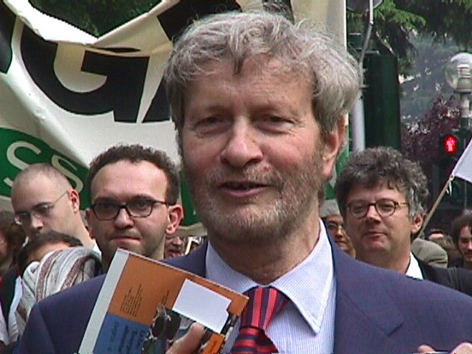
L'ex deputato al Parlamento europeo e filosofo dichiaratamente gay Gianni Vattimo.

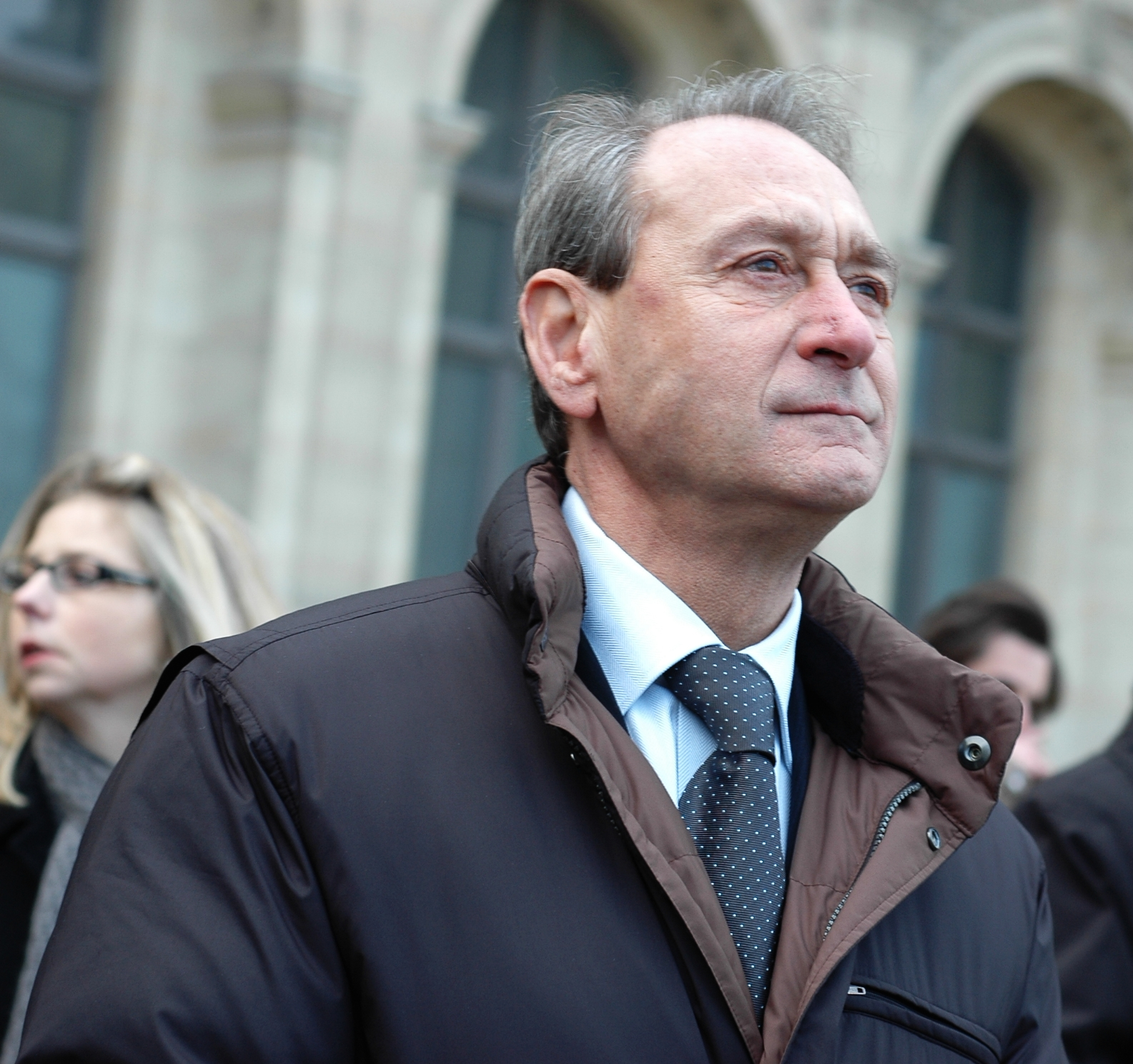
Il primo sindaco di Parigi dichiaratamente gay Bertrand Delanoë.

### Identità di genere
I primi scrittori che hanno parlato di orientamento omosessuale solitamente lo intendevano intrinsecamente associato al sesso dell'individuo. Ad esempio, si pensava che una persona col corpo femminile attratta da persone con corpo femminile avrebbe avuto attributi e/o caratteristiche mascoline, e viceversa. Questa concezione era diffusa dalla maggior parte dei teorici di omosessualità dalla metà del XIX ai primi anni del XX secolo, come Karl Heinrich Ulrichs, Richard von Krafft-Ebing, Magnus Hirschfeld, Havelock Ellis, Carl Gustav Jung e Sigmund Freud, così come le stesse persone omosessuali che si rispecchiavano in questa concezione. Comunque, quest'idea dell'omosessualità come vera inversione sessuale fu disputata, e nella seconda metà del XX secolo, l'identità di genere iniziò ad essere sempre più vista come un fenomeno distinto dall'orientamento sessuale.
Le persone transgender e cisgender possono essere attratte da uomini, donne o da entrambi, benché la prevalenza dei differenti orientamenti sessuali sia abbastanza diversa in queste due popolazioni. Un individuo omosessuale, eterosessuale o bisessuale può essere mascolino, effeminato o androgino, e inoltre, molti membri e sostenitori delle comunità lesbiche e gay dichiarano che riconoscere un “genere eterosessuale conforme“ (cioè maschio con caratteristiche mascoline e femmina con caratteristiche femminili) e un “genere omosessuale non conforme” (cioè maschio con caratteristiche femminili e femmina con caratteristiche mascoline) siano degli stereotipi negativi. Comunque, studi effettuati da J. Michael Bailey e K.J. Zucker hanno riscontrato che la maggioranza dei gay e delle lesbiche sono state di un genere non conforme durante la loro infanzia. Richard C. Friedman, nel suo Male Homosexuality pubblicato nel 1990, scrivendo con una prospettiva psicoanalitica, afferma che il desiderio sessuale inizia più tardi di quanto indicò invece Sigmund Freud; non nell'infanzia ma tra i 5 e i 10 anni, e non è focalizzato su una figura genitoriale ma su individui della stessa età, o loro pari.

### Costruzione sociale

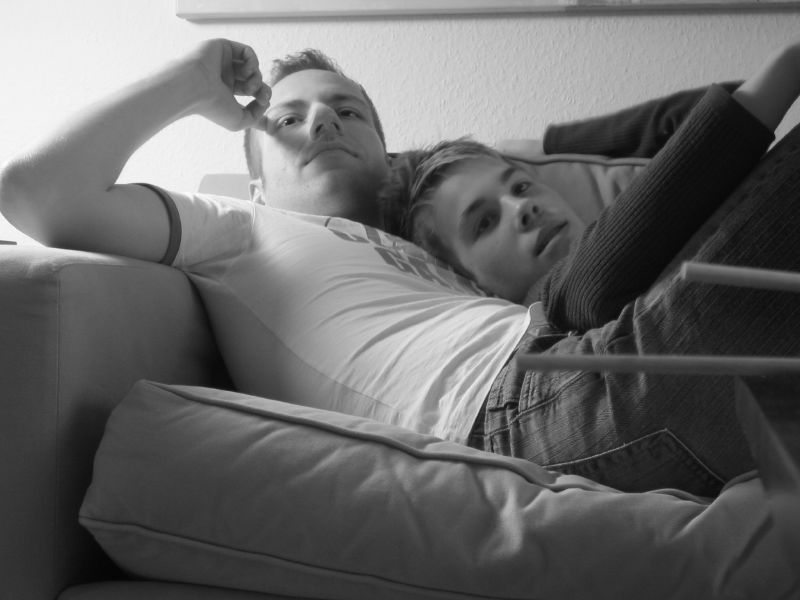
Una coppia omosessuale maschile.

Dato che un orientamento sessuale è complesso e multidimensionale, alcune accademie e ricercatori, specializzati in tali studi, asseriscono che ciò sia un costrutto sociale e storico. Nel 1976 lo storico Michel Foucault affermò che l'omosessualità intesa come identità non esisteva nel diciottesimo secolo; le persone allora parlavano di “sodomia”, riferendosi al mero atto sessuale. La sodomia era un reato che veniva spesso ignorato ma a volte severamente punito.
Il termine omosessuale è spesso usato dalle culture europee e americane per avviluppare l'intera identità sociale di una persona, che include sé stessi e la propria personalità. Nelle culture occidentali alcune persone parlano significativamente di identità e comunità gay, lesbiche e bisessuali. In altre culture, l'etichettare con omosessuale e eterosessuale non enfatizza un'intera identità sociale o non indica un'affiliazione comunitaria basata sull'orientamento sessuale. Alcuni studiosi, come David Green, affermano che l'omosessualità sia un costrutto sociale del moderno Occidente, e come tale non possa essere usato nel contesto di una sessualità maschio-maschio non occidentale, così come non possa essere fatto nello stesso contesto riguardo l'Occidente pre-moderno.

### Romanticismo omosessuale e relazione

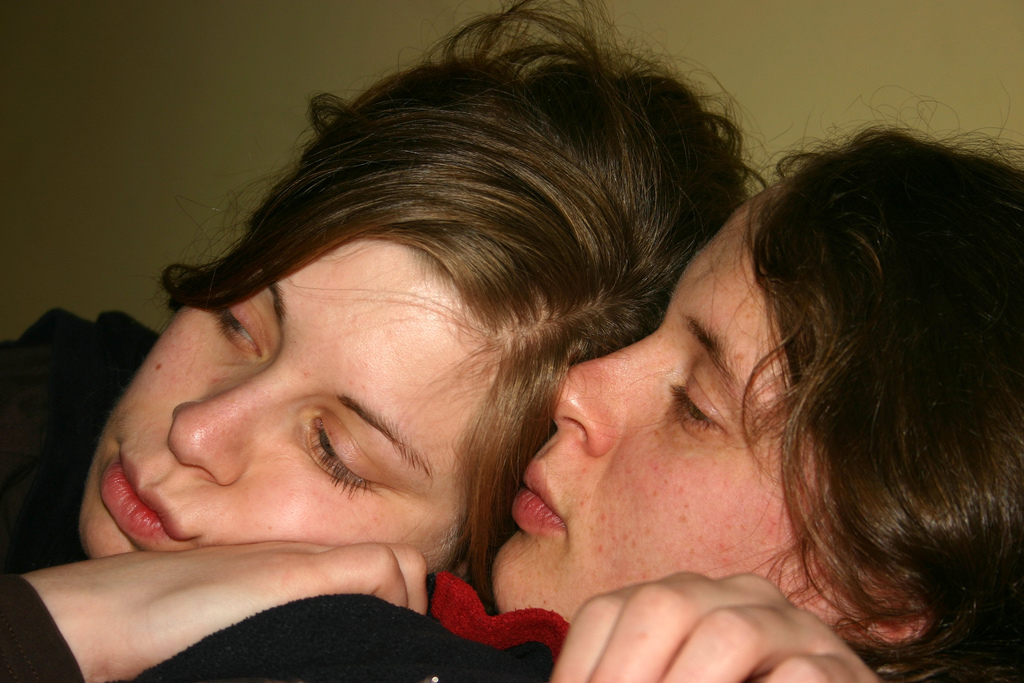
Una coppia omosessuale femminile.

Le persone con un orientamento omosessuale possono esprimere la propria sessualità in una varietà di modi e possono o non esprimerla nel proprio comportamento. Alcuni hanno relazioni sessuali predominanti con persone della loro stessa identità di genere, un altro genere, relazioni bisessuali o possono anche essere celibi. Ricerche indicano che molte lesbiche e gay vogliono avere, o riescono ad avere, impegnate e durature relazioni. Ad esempio, alcuni rilevamenti indicano che tra il 40 e il 60% degli uomini gay e tra il 45 e l'80% delle donne lesbiche sono correntemente impegnate in una relazione sentimentale. Tali dati indicano anche che tra il 18 e il 28% delle coppie gay e tra l'8 e il 21% delle coppie lesbiche negli Stati Uniti hanno vissuto insieme per dieci o più anni.
Alcuni studi hanno dimostrato che le coppie dello stesso sesso e del sesso opposto sono equivalenti nelle misure di soddisfazione e impegno nelle relazioni sentimentali, che l'età e il genere sono più attendibili dell'orientamento sessuale nel presagire la soddisfazione e l'impegno nella relazione sentimentale e che le persone che sono eterosessuali o omosessuali condividono aspettative e ideali comparabili nei confronti di una relazione sentimentale.

## Demografia

### Le prime stime (sec. XIX)
Le prime stime, opera di militanti omosessuali come Karl Heinrich Ulrichs nel XIX secolo, valutavano la consistenza degli "uranisti" nell'ordine di una persona ogni diecimila, cifra che fu allora giudicata esagerata.
All'inizio del secolo XX il sessuologo e militante omosessuale Magnus Hirschfeld scoprì, in un questionario fatto circolare fra studenti di sesso maschile, una percentuale di omosessuali di circa una persona ogni cento. Anche questo dato fu considerato eccessivo ed Hirschfeld fu accusato dai suoi avversari di manipolazione deliberata dei dati per "gonfiarli".

### Il "Rapporto Kinsey" e la stima del 5%
Quella di Hirschfeld rimase comunque l'unica stima scientifica disponibile fino al 1947, quando uscì il primo dei due volumi del celebre Rapporto Kinsey, dedicato al comportamento sessuale maschile.
Le statistiche fornite da questo Rapporto ebbero un effetto dirompente, suscitando molte polemiche. Alfred Kinsey era un biologo e non uno psichiatra, ed ebbe l'idea di applicare anche alla specie umana il metodo usato nelle ricerche scientifiche, catalogando i soggetti non in base a ciò che dichiaravano di essere, ma in base a ciò che dichiaravano di aver fatto.
Grazie a tale studio scoprì che quasi la metà dei soggetti studiati aveva avuto contatti sessuali protratti fino all'orgasmo con una persona dello stesso sesso almeno una volta nella vita.
Inoltre, il 5% (una su venti) fra le persone studiate aveva avuto esclusivamente rapporti omosessuali nel corso della sua vita dopo l'adolescenza, e un ulteriore 5%, pur avendo avuto rapporti con entrambi i sessi, ne aveva avuti in prevalenza col proprio sesso.
I dati relativi alle donne, editi nel secondo volume, nel 1953, fornivano percentuali inferiori, ma confermavano che gli atti sessuali fra donne erano enormemente più comuni di quanto si fosse ritenuto fino ad allora.
Questi dati furono contestati con estrema violenza soprattutto da coloro che, giudicando l'omosessualità un comportamento estraneo alla natura umana, ritenevano poco credibile che quasi la metà degli esseri umani l'avesse sperimentata almeno una volta nella vita.
Per screditare l'attendibilità dei suoi studi, Kinsey fu attaccato a livello personale come pornografo, omosessuale e pedofilo.
Kinsey cercò di ribattere alle critiche con un ulteriore volume della sua ricerca, che avrebbe dovuto essere il terzo, dedicato esclusivamente al comportamento omosessuale; ma la Fondazione Rockefeller, che lo aveva sin lì finanziato, poco soddisfatta delle polemiche innescate dalla ricerca e soggetta a forti pressioni da più parti, gli negò ulteriori fondi.
La ricerca di Kinsey subì pertanto un drastico ridimensionamento e da allora le ricerche sulla percentuale di omosessuali sono compiute con estrema cautela, su campioni limitati, spesso traendo conclusioni in base al modo in cui gli intervistati si definiscono anziché in base al loro comportamento effettivo.
Per questo motivo la stima dell'"uno su venti" (cioè del 5%) continua ad essere considerata come la più attendibile da un punto di vista scientifico, al punto da essere adottata ufficialmente dall'Organizzazione mondiale della sanità (OMS) per valutare l'incidenza dell'omosessualità esclusiva all'interno della popolazione umana.

### Nota metodologica
Una statistica costituisce un dato scientifico se i dati su cui si basa sono oggettivi, verificabili e riproducibili, quali, ad esempio l'altezza media degli individui di una data popolazione.
Dato che non esiste uno strumento per rilevare oggettivamente l'orientamento sessuale di un individuo, ci si affida al metodo dell'intervista (di persona, per telefono, tramite questionario anonimo, per internet, ecc.), che spesso si limita a porre all'interessato la domanda "Lei è eterosessuale o omosessuale?". All'intrinseca soggettività delle risposte, andrebbe aggiunto il fatto che esse possono comunque essere manipolate dalla volontà della persona di mentire deliberatamente, o dall'influenza più o meno consapevole che norme e pregiudizi sociali hanno sul soggetto in esame. Da questo punto di vista, il metodo usato dal Kinsey può ritenersi più accurato in quanto basato sui comportamenti effettivi e non sulle dichiarazioni fornite.
Una statistica sull'orientamento sessuale di una popolazione non è perciò un dato scientifico, poiché i dati di partenza non hanno le caratteristiche del dato scientifico. Lo stesso Kinsey ha spesso sottolineato che i dati da lui rilevati non possono avere un valore oggettivo, ma che si tratta solo di uno squarcio su una realtà del tutto sconosciuta. Il dato di Kinsey del 5%, che ha il pregio di essere basato su un campione molto ampio, è tuttavia utile come punto di partenza per ulteriori analisi.

## Teorie sulla differenziazione dell'orientamento sessuale
La domanda sulla causa dell'omosessualità ha suscitato, non solo in tempi recenti, innumerevoli ipotesi e spiegazioni. Le ipotesi proposte si dividono in tre principali categorie:
- Spiegazione innatista (omosessuali si nasce). L'omosessualità sarebbe in qualche modo innata:

1. per ragioni naturali, per motivi tuttora non determinati, analoghe a quelle che portano naturalmente una certa percentuale della specie umana ad essere mancina anziché destrimane
2. per conseguenza di vere e proprie cause fisiche (squilibri ormonali - anche durante la gravidanza)

- Spiegazione psicologica (omosessuali si diventa). L'omosessualità sarebbe l'effetto di un differente sviluppo della psiche, in genere maturato durante lo sviluppo da bambini o da adolescenti.[52] Questa teoria era adottata, precedentemente allo sviluppo della teoria innatista, da molte - se non la maggior parte - delle branche della psicoanalisi, della psichiatria e della psicologia. Su di essa convergono tuttora i sostenitori delle terapie di conversione, secondo i quali l'omosessualità sarebbe un'alterazione dell'orientamento dallo stato di default, generalmente identificato con l'eterosessualità, per via di accadimenti anomali (traumi, abusi o comportamenti particolari) senza i quali non si sarebbe mai maturato un orientamento diverso. Tale visione è rigettata dalle maggiori associazioni di psicologi e psichiatri, in quanto tuttora priva di fondamento scientifico,[53] ed è spesso osteggiata dal mondo LGBT, in quanto considerata come una mera riproposizione del concetto di omosessualità come patologia, senza affermarlo esplicitamente.
- Spiegazione volontaristica (non esistono persone omosessuali, ma solo atti omosessuali). L'omosessualità non ha "cause". Si tratterebbe di un comportamento appreso ed acquisito, frutto della volontà del singolo individuo. Fra coloro che sostengono la tesi volontaristica, le valutazioni divergono ulteriormente:

1. per una parte dei sostenitori di questa spiegazione, quello omosessuale sarebbe un comportamento moralmente deviato, causato sostanzialmente dal vizio
2. per un'altra parte, invece (il pensiero postmoderno e la teoria queer) sarebbe l'effetto della "educastrazione", che avrebbe indotto dall'esterno le persone a rinunciare, in un senso o nell'altro, alla naturale bisessualità che caratterizzerebbe secondo tale ipotesi, per natura l'essere umano

È importante notare che nessuna delle teorie eziologiche (cioè, relative alle cause) sopra elencate è fino ad oggi riuscita a raggiungere un grado di affidabilità scientifica tale da potere escludere tutte le altre, e quindi tale da potere mettere d'accordo almeno la maggior parte degli studiosi.
Per l'omosessualità negli animali sono state avanzate ipotesi differenti: dall'innatismo al ruolo evolutivo, da modificazioni genetiche a strategie riproduttive ed adattive.

## Omogenitorialità

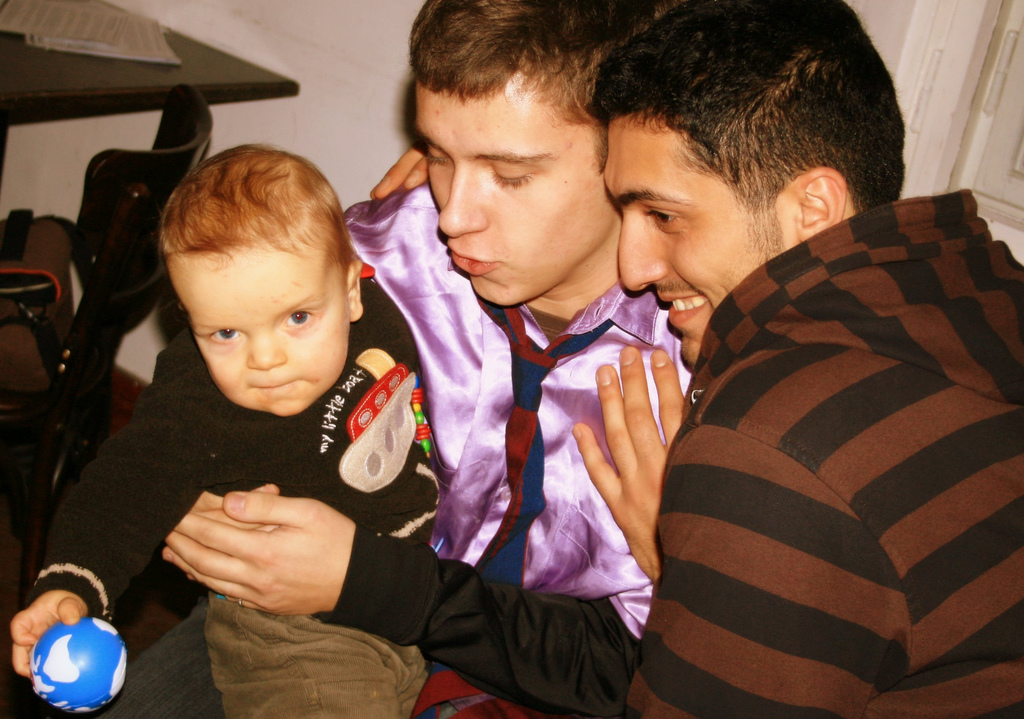
Una giovane coppia gay tedesca con bambino.

Molte persone LGB sono genitori in diverse eventualità, tra cui relazioni eterosessuali in corso o precedenti, adozione, inseminazione artificiale, tutela e gravidanza surrogata. Nel censimento statunitense del 2000, il 33% delle coppie dello stesso sesso femminili e il 22% delle coppie dello stesso sesso maschili conviventi, riscontrano la presenza di almeno un figlio sotto i diciotto anni residente in casa. Molti di questi bambini non sanno di avere un genitore LGB: le questioni del coming out variano e alcuni genitori possono anche non aver mai detto ai loro figli di essere omosessuali. L'omogenitorialità generalmente, e l'adozione da parte di coppie LGBT in particolare, sono questioni di controversie politiche attuali nelle nazioni occidentali, spesso protagoniste di guerre culturali tra conservatori e liberali. Nel gennaio del 2008 la Corte europea dei diritti dell'uomo sancì che le coppie dello stesso sesso debbano avere il diritto di adottare un figlio. Negli USA, le persone LGB possono legalmente adottare in tutti gli stati, eccezion fatta per la Florida, così come è proibito ancora in alcuni stati dell'Unione europea, tra cui l'Italia.

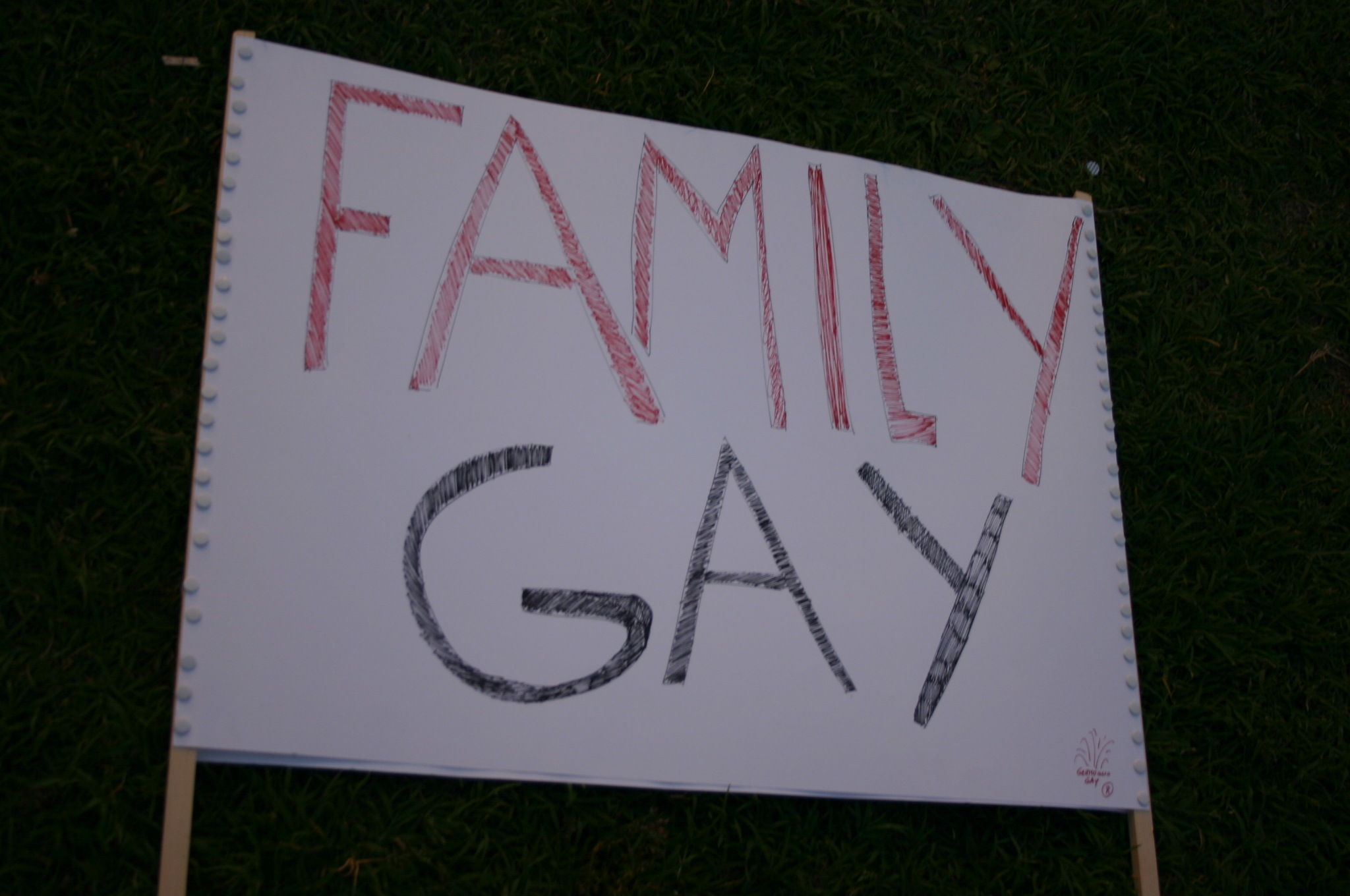
Un punto di vista alternativo al Family Day.

La ricerca scientifica ha consistentemente dimostrato che genitori lesbiche e gay sono tanto adatti e capaci quanto i genitori eterosessuali. Le ricerche hanno documentato che non vi sono relazioni, in alcun misura, tra l'orientamento sessuale dei genitori e l'adattamento emozionale, psicosociale e comportamentale del figlio. La letteratura indica che il benessere economico, psicologico e fisico dei genitori è accresciuto dal matrimonio e che i figli beneficiano unicamente dell'educazione e della crescita da parte di due genitori all'interno di un'unione legalmente riconosciuta.
L'American Psychological Association, l'American Psychiatric Association, e la National Association of Social Workers affermano che "Le abilità delle persone gay e lesbiche e i risultati positivi per i loro figli non sono aree in cui ricercatori scientifici credibili possono dissentire. Affermazioni delle principali associazioni di esperti in quest'area riflettono un consenso professionale per cui i figli cresciuti da genitori lesbiche o gay non differiscono in alcuna considerazione importante da coloro che sono cresciuti da genitori eterosessuali. Nessuna ricerca empirica suggerisce il contrario." Come notato dalla Professoressa Judith Stacey, della New York University: “Raramente si è avuto un consenso tale in una qualsiasi altra area delle scienze sociali come nel caso dell'omogenitorialità, motivo per il quale l'American Academy of Pediatrics e tutte le maggiori organizzazioni professionali con esperienza nel benessere del bambino hanno proposto rapporti e risoluzioni in sostegno ai diritti dei genitori gay e lesbiche”. Tra queste principali organizzazioni ricordiamo, negli Stati Uniti l'American Psychiatric Association, la National Association of Social Workers, la Child Welfare League of America, l'American Bar Association, il North American Council on Adoptable Children, l'American Academy of Pediatrics, l'American Psychoanalytic Association, l'American Academy of Family Physicians, nel Regno Unito, il Royal College of Psychiatrists, e in Canada, la Canadian Psychological Association.

## Sanità

### Fisica
Il rapporto omosessuale non comporta alcuna malattia in più o differente da qualsiasi altra possibilità in un rapporto eterosessuale. Gli individui omosessuali maschili riscontrano altresì una più elevata diffusione di malattie veneree, dovuta alla mancanza di informazione ed educazione riguardo ai metodi di protezione sessuale, quali il preservativo, che determinano una maggior diffusione della malattia nello strato della popolazione che maggiormente ne va a rischio essendo il rapporto sessuale anale più accessibile a tale diffusione.

### Mentale
Quando fu descritta per la prima volta nella letteratura medica, l'omosessualità veniva spesso affrontata da un punto di vista che mirava a trovare un'inerente psicopatologia nella sua causa scatenante. Molta letteratura sulla sanità mentale e sui pazienti omosessuali si è incentrata nella loro depressione clinica, nell'uso di droghe e nel suicidio. Benché queste questioni esistano anche tra persone eterosessuali, la discussione sulla loro causa derivante o portante all'omosessualità è stata rimossa dal Manuale diagnostico e statistico dei disturbi mentali (DSM) nel 1973, quando l'omosessualità ego-sintonica venne sostituita dall'omosessualità ego-distonica. Quest'ultima venne anch'essa depennata dall'International Statistical Classification of Diseases and Related Health Problems (ICD-10) dall'Oms il 17 maggio 1990. Malgrado ciò, l'ostracismo sociale, la discriminazione legale, l'internalizzazione di stereotipi negativi e le limitate strutture di supporto rappresentano fattori che le persone omosessuali affrontano nelle società occidentali che spesso intaccano avversamente la loro sanità mentale.
Marchi, pregiudizi e discriminazioni scaturite da atteggiamenti sociali negativi nei confronti dell'omosessualità portano a una più alta prevalenza di disordini mentali tra lesbiche, gay e bisessuali comparati ai loro pari eterosessuali. L'evidenza indica che la liberalizzazione di questi atteggiamenti negativi è associata a tali rischi di salute mentale, soprattutto tra i più giovani.

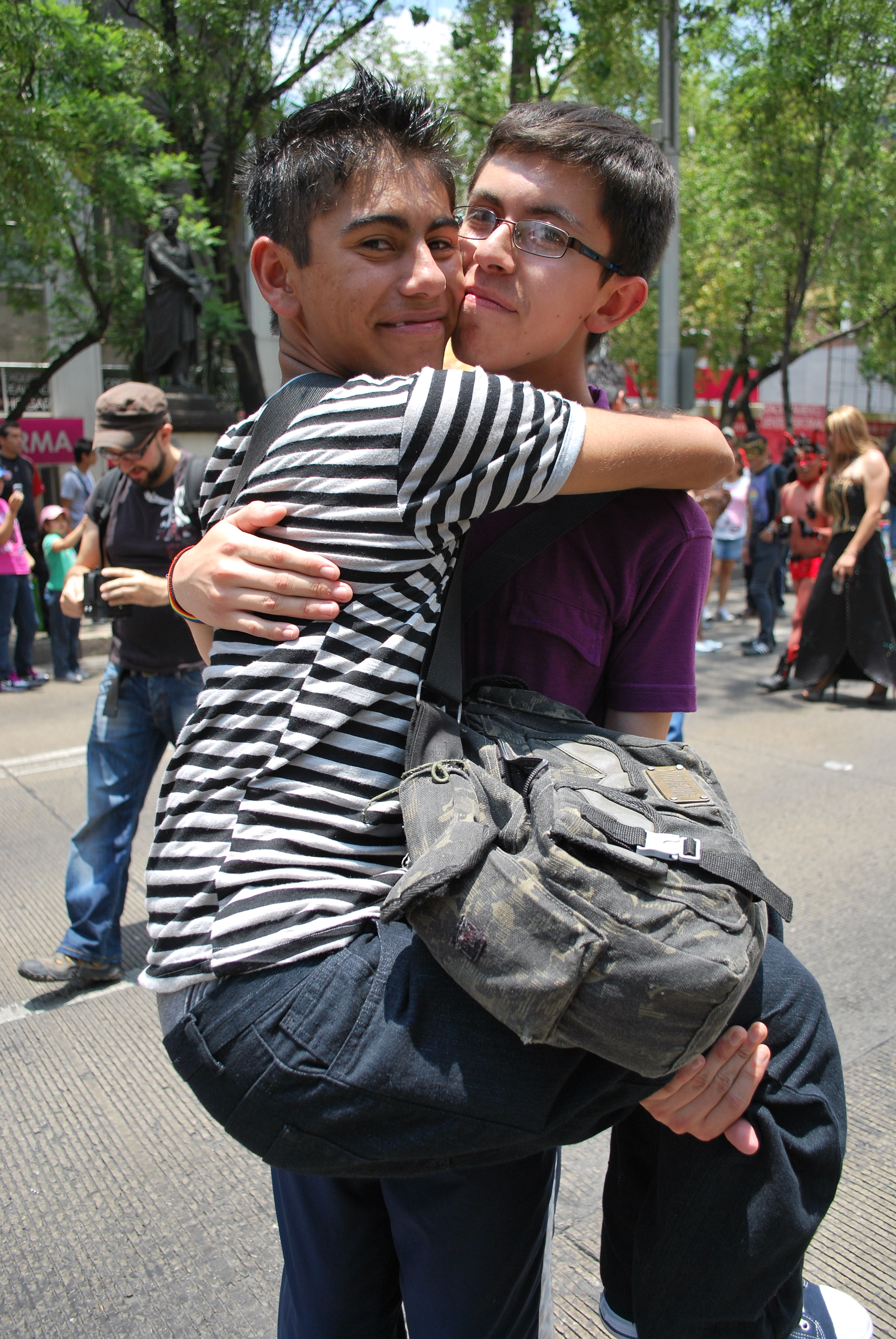
Adolescenti partecipanti al Gay pride di Città del Messico nel 2012.

### Gioventù gay e lesbica
La gioventù gay e lesbica soffre di un elevato e in aumento rischio di suicidi, abuso di droghe, problemi scolastici e isolamento a causa di un “ambiente ostile e di condanna, di abusi fisici e verbali, del rigetto e dell'isolamento da parte della famiglia e dei compagni”. Secondo i dati del Dipartimento di Salute Pubblica i suicidi della popolazione gay costituirebbero il 30% di tutti i suicidi adolescenziali. Inoltre, i giovani LGB sono più ad alto rischio di abuso psicologico o fisico da parte di genitori o tutori, nonché abuso sessuale. Le ragioni più logiche per questa disparità sono che
1. i giovani LGBT possono essere etichettati specificatamente sulla base del loro profilo sessuale apparente o della loro apparenza non conforme al genere;
2. i fattori di rischio associati allo status di minoranza sessuale, comprendente discriminazione, invisibilità e rigetto dai membri della famiglia, possono portare ad un aumento dei comportamenti associati al rischio di vittimizzazione, di abuso di sostanze, sesso con più partner o il fuggire di casa, nonché di debolezza e timidezza che facilitano l'abuso da parte di un adulto.[78]

Centri di crisi nelle città più grandi e siti di informazione in Internet sono nati per aiutare i giovani e gli adulti.

## Omosessualità nella storia

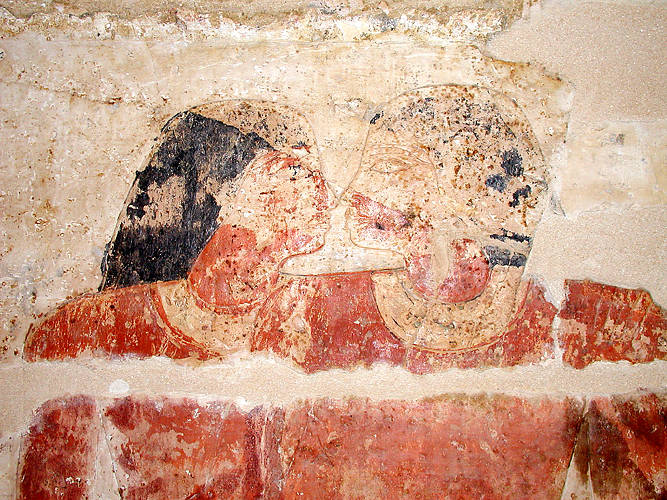
Khnumhotep e Niankhkhnum; si ritiene che essi rappresentino la prima attestazione storica di un'unione omosessuale (circa 2400 a.C.)

Fin dagli inizi della storia dell'umanità uomini e donne hanno provato attrazione sentimentale e desiderio d'intimità nei confronti di persone dello stesso sesso: dall'epopea di Gilgamesh (1700 a.C.) in cui l'eponimo eroe Gilgameš prova per il compagno Enkidu un affetto del tutto somigliante a quello che lega uno sposo alla moglie, all'Iliade, poema epico per eccellenza, narra la storia di Achille e Patroclo (tradizionalmente risalente al XII secolo a.C.), esempio di fortissima amicizia virile.
Ma anche la Sacra Bibbia descrive figure di donne e uomini legati emotivamente ai propri simili: la matura Naomi con la nuora vedova del figlio Ruth; oppure David, il pastorello unito da un'inviolabile amicizia col figlio del re, Gionata. Secondo quanto ne disse millenni dopo Oscar Wilde tali esempi costituivano la riprova dell'esistenza - da sempre - di quel tipo di amore "che non osa pronunciare il proprio nome".
La storia dell'omosessualità nel mondo antico comprende e abbraccia in pratica tutte le civiltà, ad iniziare dall'antico Egitto. Nei territori dell'antica Cina del III secolo a.C si narra il legame esistente tra Ling, un duca, col giovane favorito Mizi Xia: da quando il ragazzo offrì una pesca all'amico prima ancor d'assaggiarla lui stesso, quello divenne "l'amore della pesca condivisa". Nell'antica India il poema epico Mahābhārata (200 a.C.) racconta di come l'amicizia esclusiva che lega Krsna e Arjuna sia l'energia atta a condurli verso l'immortalità.

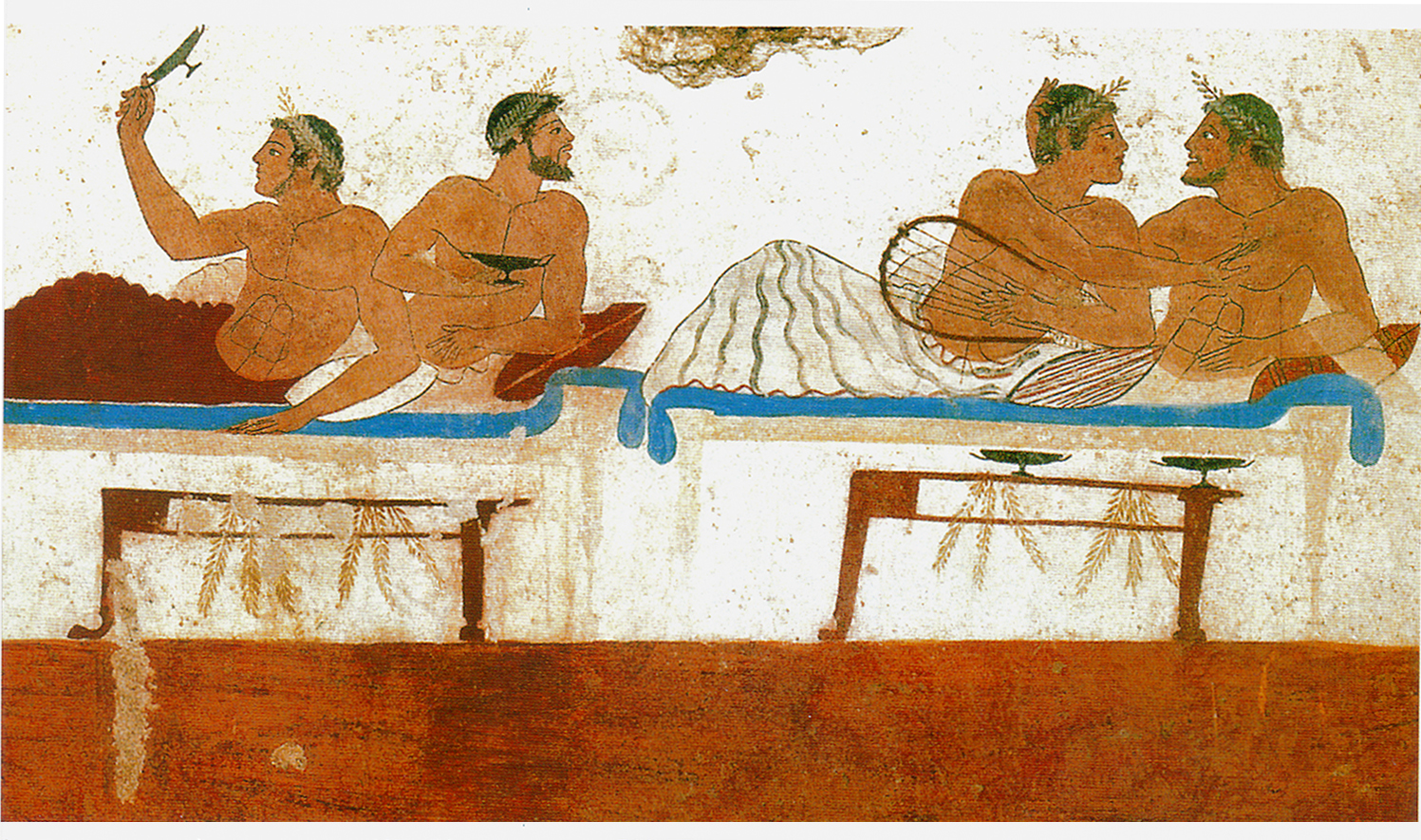
Due coppie pederastiche ad un simposio, dalla tomba del tuffatore di Paestum.

La poetessa dell'antica Grecia Saffo di Lesbo nel VI secolo a.C. canta le pene d'amore di una donna nei confronti di un'altra donna (da ella nasceranno le parole saffismo e lesbismo), mentre Teognide, Anacreonte, Ibico e - forse - anche il legislatore ateniese Solone declamano la bellezza dei giovani (da cui la denominazione di amore greco).

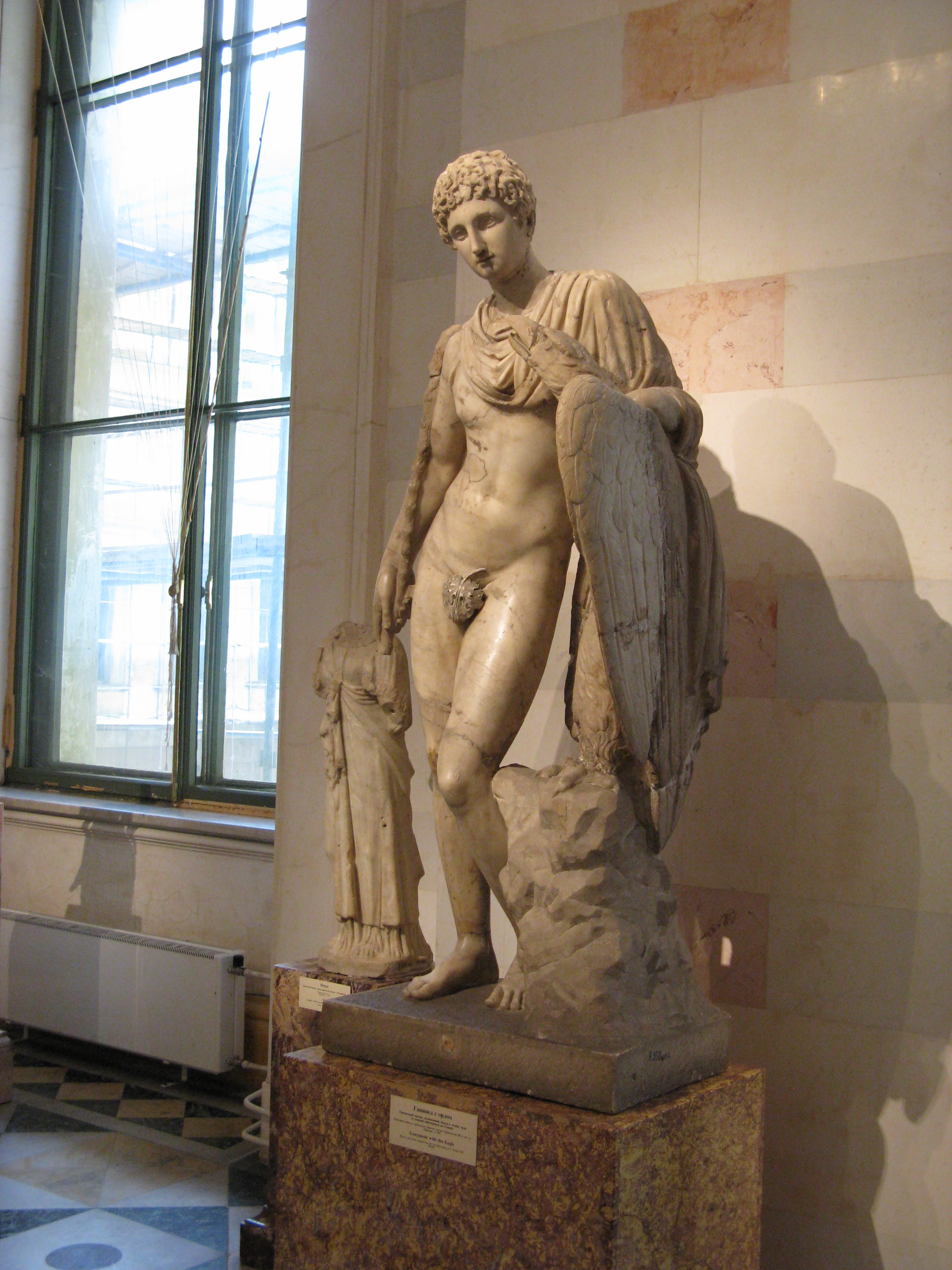
Ganimede e l'aquila; copia romana del II secolo, conservata all'Ermitage.

I temi LGBT nella mitologia sono numerosi e spaziano per ogni continente, come pure i temi LGBT nella letteratura. Dagli esempi mitici a quelli storici: da Ganimede rapito da Zeus a Bagoas amato da Alessandro Magno, a Pitagora e Sporo sposati dall'imperatore Nerone, ad Antinoo tramutato in un autentico dio dalla passione dell'imperatore romano del II secolo Adriano; a Ierocle che l'adolescente Eliogabalo ha voluto come marito

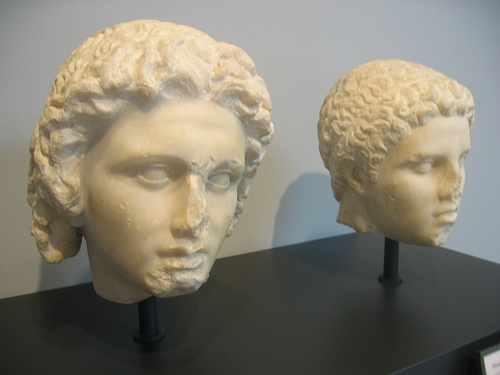
Busti di Alessandro Magno ed Efestione.

Nel mondo classico, nell'antica Grecia e nell'antica Roma, pare esservi una spiccata predilezione nei confronti della pederastia, rapporto etico, estetico e finanche (ma non necessariamente) erotico tra un uomo adulto e un adolescente: la pederastia greca si personalizza nella pederastia cretese, nella pederastia spartana, nella pederastia ateniese e nella pederastia tebana. Esiste anche un'omosessualità militare nell'antica Grecia. Nell'impero romano operarono i catamite e gli exoletus. In quello che diverrà il mondo musulmano esisteranno sempre i Bacha Bazi in tutte le sue derivazioni nazionali.
L'atteggiamento e la risposta sociale a queste manifestazioni di affetto, tutte indicanti un'attitudine omosessuale, sono stati molto variegati, sia nel corso del tempo che del luogo, con valutazioni assai diversificate che vanno da una totale accettazione e integrazione fra i comportamenti socialmente accettati, addirittura onorati e celebrati fino all'esaltazione da una parte (vedi la pederastia greca, con la sua cultura della nudità atletica e del nudo eroico) o le culture dalla Melanesia; condannati senza appello come abominio e segnalati come immorali e peccaminosi da un'altra.

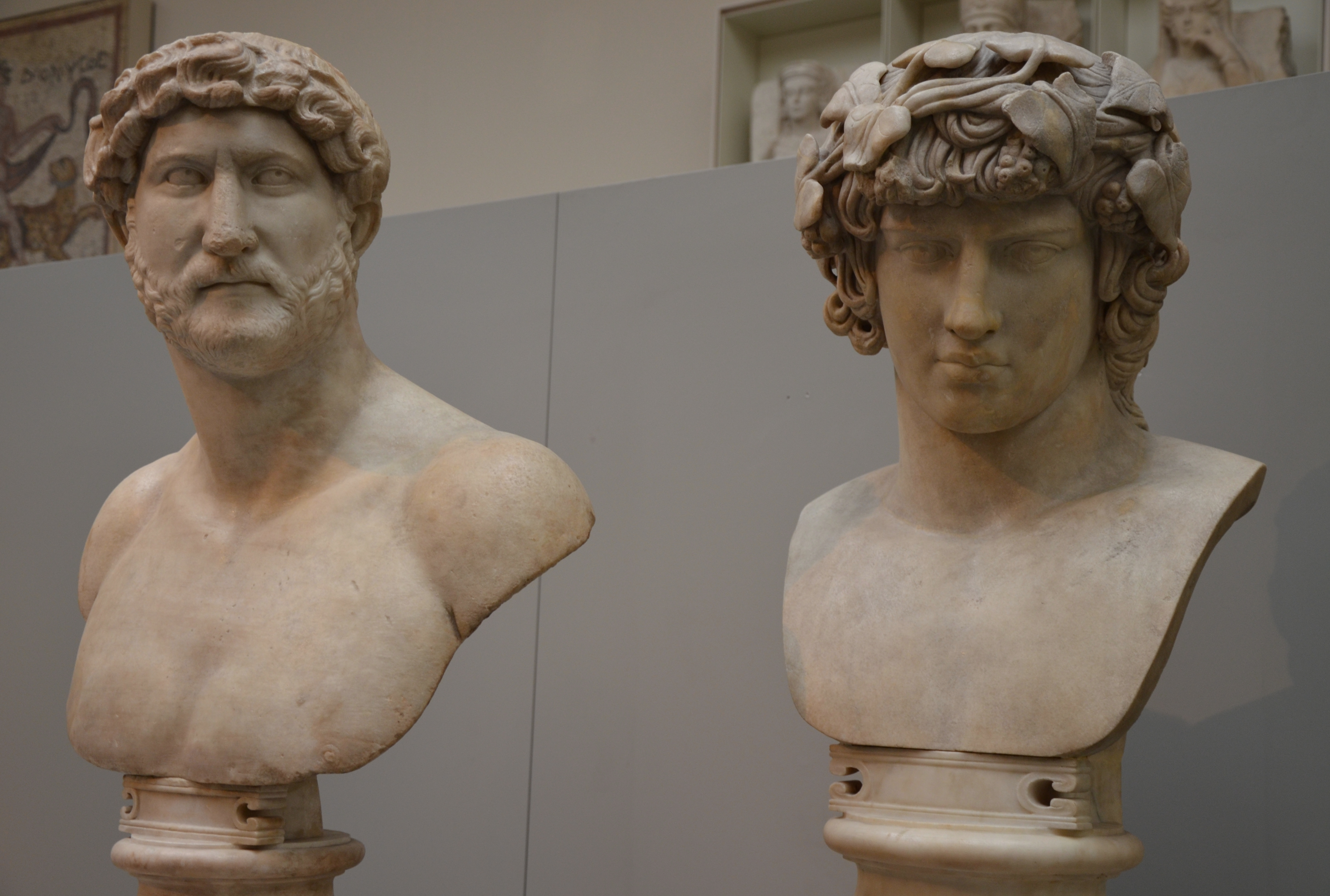
Busti di Adriano e Antinoo.

Una gran quantità di definizioni sono state date per interpretare tali comportamenti e i relativi soggetti praticanti; uno dei più diffusi in occidente è stato quello di sodomia, termine di origine religiosa basato sulla celeberrima storia dei perfidi abitanti di Sodoma. Nel frattempo, con l'omosessualità nel Medioevo fanno la loro comparsa la cosiddetta amicizia romantica, poi il sentimento di agape che lega certuni monaci medioevali nell'adelphopoiesis, l'omoerotismo tracimante vigente per tutto il Rinascimento e oltre in ambito artistico, ma non solo; dalla figura di San Sebastiano nelle arti, sempre più giovane, sempre più bello e sempre più nudo; a Giovanni Battista nelle arti nella sua rappresentazione come "San Giovannino".
I favoriti o mignons delle corti reali europee affiancavano le personalità più importanti del tempo, ma vi erano anche donne che si fingevano uomini per poter stare accanto alle loro prescelte, fino a giungere al concetto di matrimonio bostoniano nel corso del XIX secolo. I sacerdoti dello sciamanismo, travestiti o effeminati, delle civiltà precolombiane degli Aztechi e degli Incas vennero chiamati spregiativamente dai conquistadores col nomignolo di berdaches.
Nel XVIII secolo lo storico dell'arte e neoclassicista tedesco con forti inclinazioni omoerotiche Johann Joachim Winckelmann dà origine all'estetica moderna, al gusto nei confronti del bello, soprattutto riferito all'antichità greco-romana. Alla fine del XIX secolo un altro tedesco omofilo, Wilhelm von Gloeden, si rifugia in Italia del sud e crea il nudo maschile nella fotografia. A cavallo tra il XIX e il XX secolo nasce il cinema ed ecco apparire immediatamente anche l'omosessualità nel cinema; lo sviluppo sempre più massiccio del fumetto produce l'omosessualità nei fumetti (in terra nipponica con le denominazioni specifiche di Bara, Yaoi e Yuri).

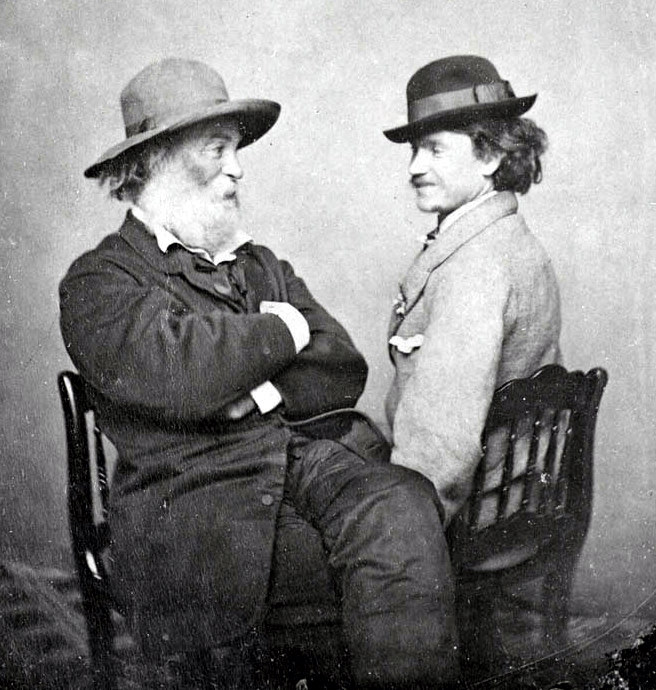
Walt Whitman e Peter Doyle nel 1869.

Negli anni sessanta dell'Ottocento un medico ungherese conia il neologismo greco-latino omo-sessuale, ma molti altri appellativi sorgono in contemporanea o di poco successivi, da quello indicante i poeti uraniani, a omofilo all'altamente peggiorativo e gergale frocio; mentre le lesbiche diventano tribadi, amazzoni, camioniste (butch in lingua inglese). Il poeta statunitense Walt Whitman in "Calamus", sezione di Foglie d'erba (1855) loda a voce spiegata "l'amore dei compagni". All'interno della lunga storia dell'omosessualità in Germania nasce il primo movimento omosessuale, precursore di quello odierno.

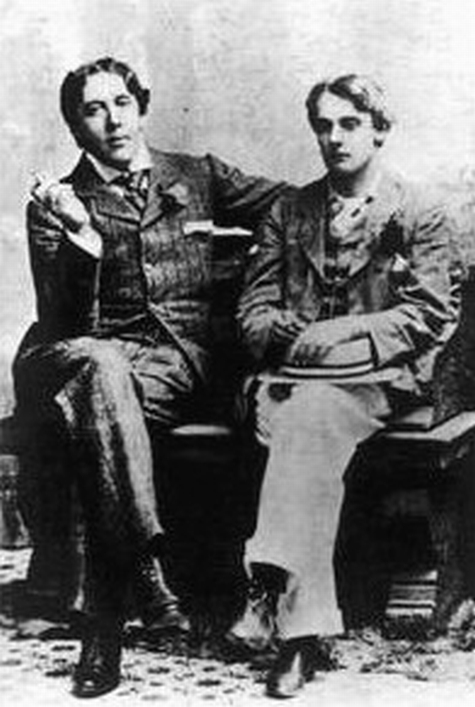
Oscar Wilde e Alfred Douglas nel 1893.

Vi sono poi coloro che hanno parlato di terzo sesso e chi, richiamandosi ai mitici e sempre presenti esempi dell'Androgino, di Ermafrodito e altri hanno contribuito ad un'identificazione transgender, o transessuale o intersessuale, originante anch'essa dai tempi più antichi, basti solo vedere i temi transgender nell'antica Grecia. A seguito dei Procedimenti giudiziari a carico di Oscar Wilde che condussero nel 1895 a una condanna a due anni di lavori forzati, a causa del suo innominabile connubio col giovane lord Alfred Douglas, molti uomini di lettere con le stesse sue preferenze amorose contribuirono a sviluppare una certa cultura a tematica ristretta o inerente a personaggi omosessuali, quella che diverrà la contemporanea letteratura gay.
Molti cercarono di tradurre in chiave omosessuale l'esistenza terrena di personaggi celebri: da Socrate sedotto dall'allora giovinetto Alcibiade al maturo genio rinascimentale Leonardo da Vinci che pare stregato da "Salaì" (il diavoletto) alias Gian Giacomo Caprotti; da Michelangelo Buonarroti che scrive appassionate poesie d'amore al giovane uomo Tommaso de' Cavalieri, fino al misterioso William Shakespeare che dedica i suoi Sonetti ad un altrettanto misterioso venticinquenne; fino al pittore precursore del Barocco Michelangelo Merisi da Caravaggio che ritrae spesso e volentieri nudo o seminudo il suo - presunto, probabile - amante adolescente Mario Minniti. "Se tutti questi erano, o avrebbero potuto, essere gay, allora i loro discendenti moderni potevano ben affermare di appartenere a una nobile famiglia".

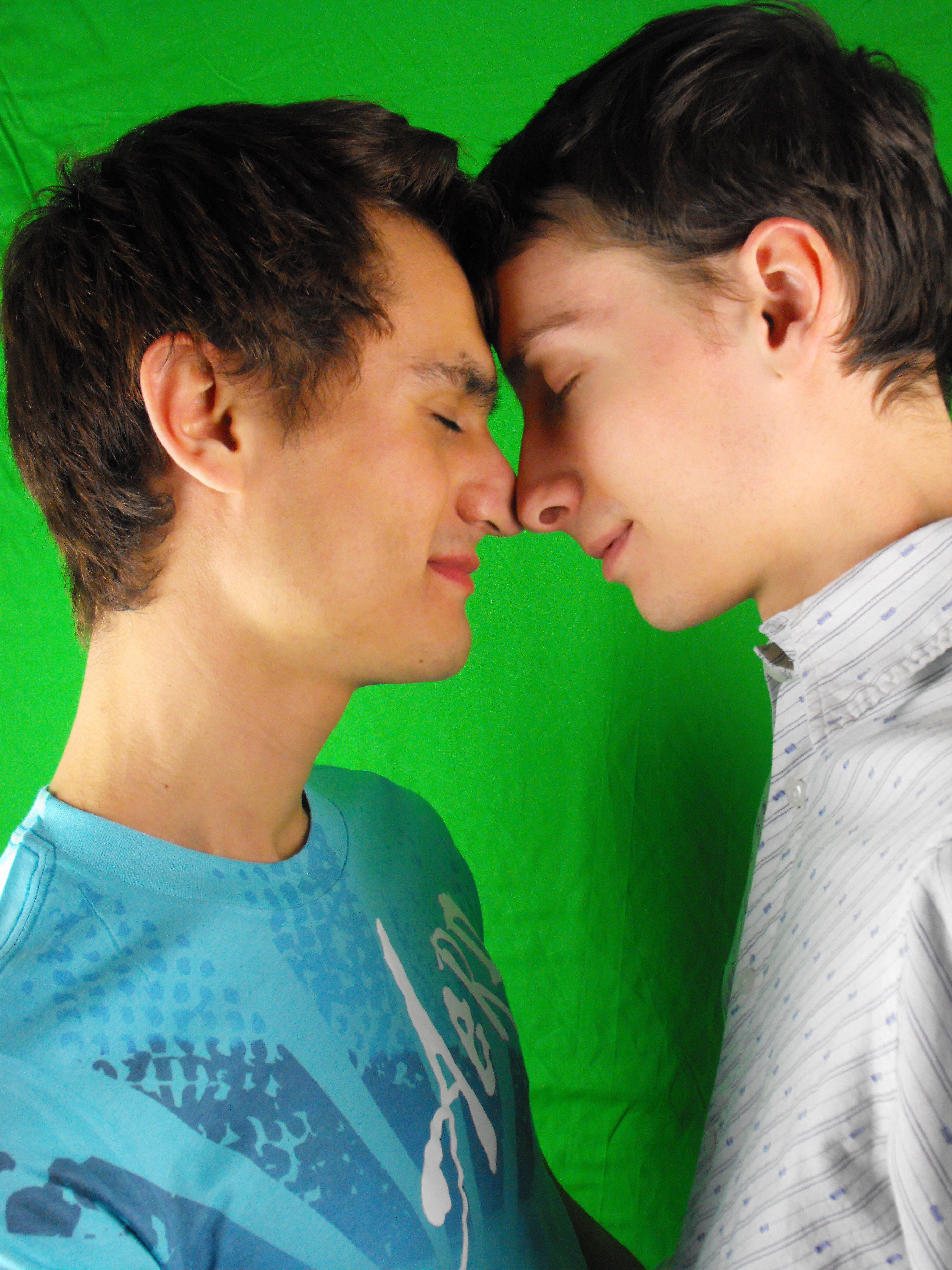
Coppia di adolescenti omosessuali nel 2009.

Il XX secolo ha portato alla ribalta nuovi nomi ed altre parole per descrivere sempre la stessa cosa: gay o l'acronimo LGBT; ma vi sono anche gli "uomini che hanno rapporti sessuali con altri uomini" e basta. Il termine Queer è invece stato adottato, assimilato positivamente da un'iniziale sua significazione negativa. Nel 1936 i franchisti fucilano il poeta spagnolo Federico García Lorca gridandogli contro "maricón"; nel 1975 viene barbaramente assassinato un altro poeta, questa volta italiano, Pier Paolo Pasolini ed il caso viene frettolosamente chiuso essendoci un ragazzino reo confesso: una "storia da froci". Ancora nel 1995 negli Stati Uniti un giovane "faggot" viene seviziato e lasciato morire, Matthew Shepard.
La storia dell'omosessualità è quindi anche una storia degli atteggiamenti sociali possibili verso un comportamento percepito come "deviante", ed ha interesse anche da un punto di vista sociologico, antropologico, politico e in qualche misura filosofico. Per questo motivo esiste una branca della storiografia che si occupa espressamente di storia LGBT. Figure mitologiche, personaggi storici e personalità di rilievo di vario tipo divengono icone gay.
L'atteggiamento sociale verso i comportamenti omosessuali ha conosciuto momenti di relativa tolleranza, come abbiamo visto, durante i quali la società ammetteva un certo grado di discussione ed esibizione pubblica del tema, anche attraverso l'arte e le produzioni culturali (come è avvenuto per esempio nell'antica Atene classica, nella Toscana del Rinascimento, o a Berlino e a Parigi nell'anteguerra) alternandoli però a momenti di repressione durissima, come nell'Italia del Trecento, o nell'Europa della Riforma protestante e Controriforma cattolica o ancora nel periodo a cavallo della Seconda guerra mondiale, durante il quale persero la vita diverse decine di migliaia di persone: la storia degli omosessuali nella Germania nazista e durante l'olocausto è così parte integrante di un breve ma intenso periodo di persecuzione generalizzata. Dall'altra parte vi sarà la persecuzione dell'omosessualità nell'Unione Sovietica.

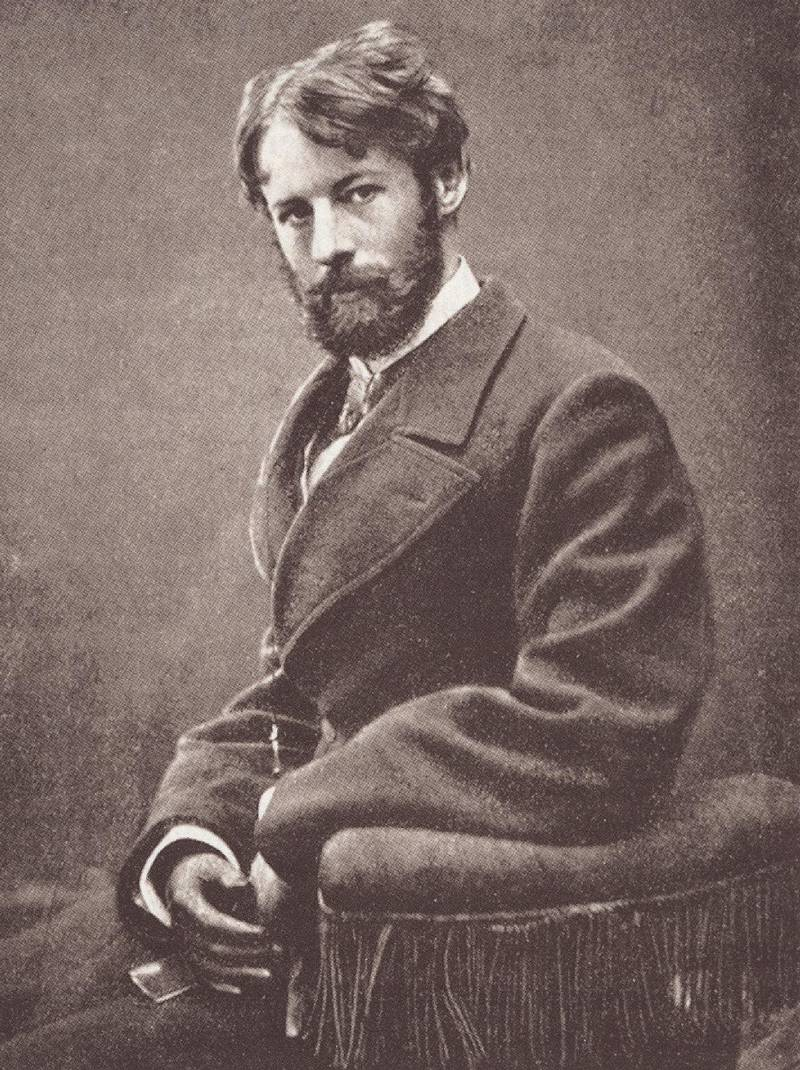
Wilhelm von Gloeden, tedesco
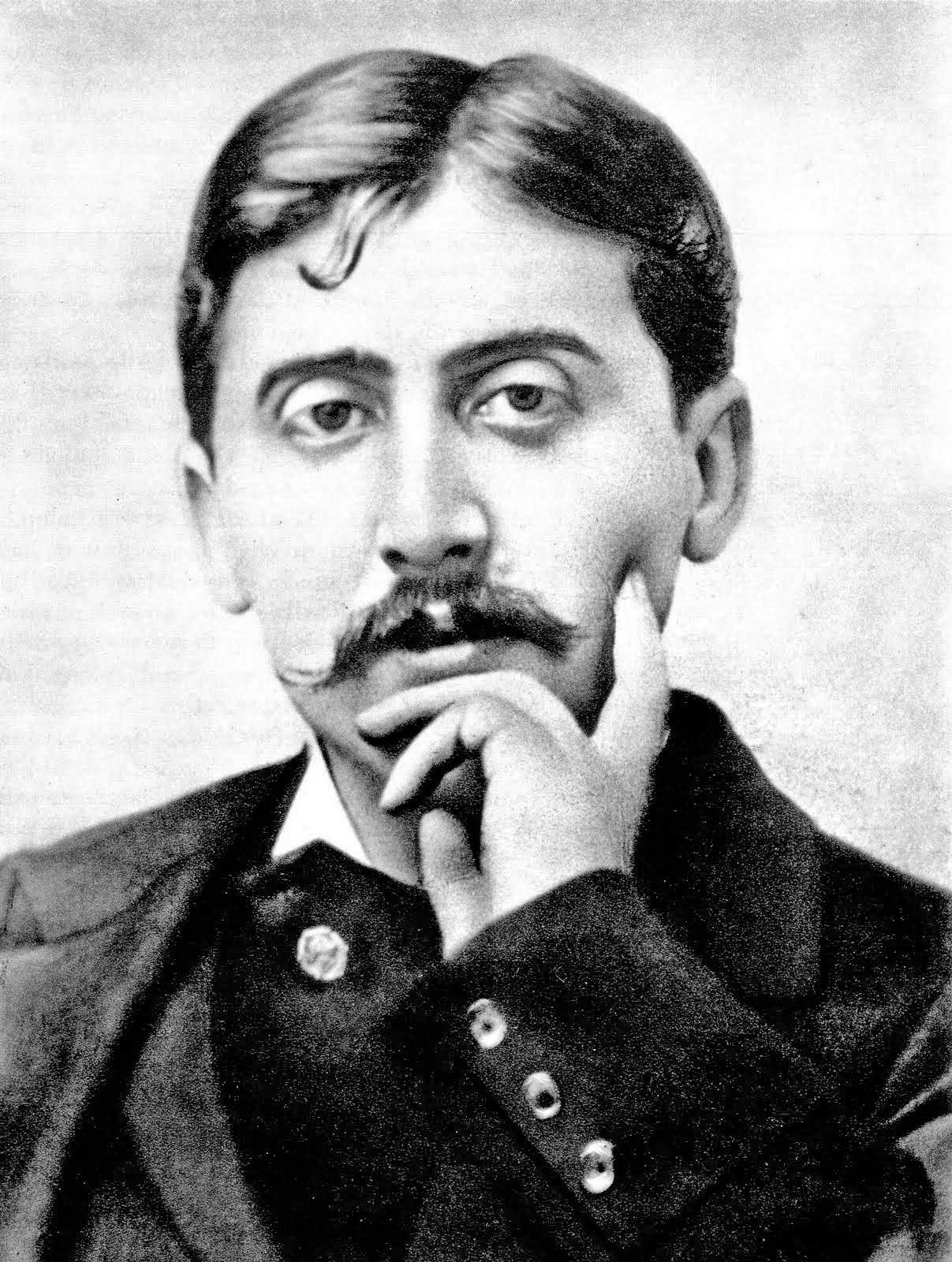
Marcel Proust francese
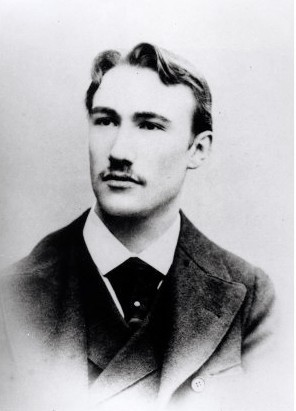
André Gide, francese
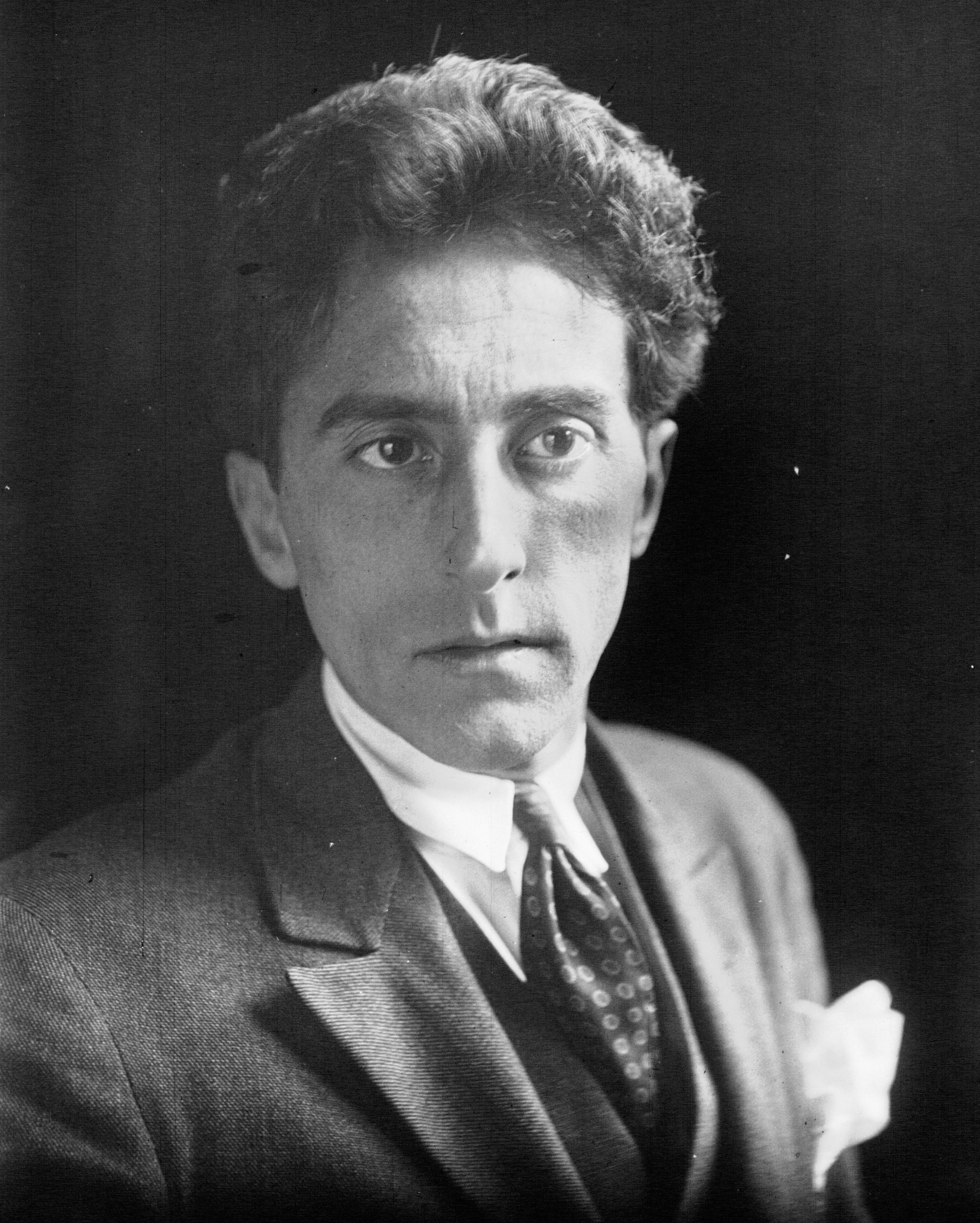
Jean Cocteau, francese
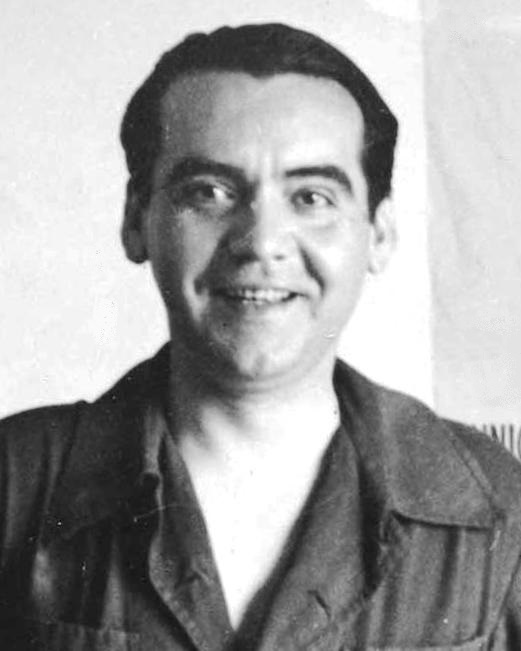
Federico García Lorca, spagnolo
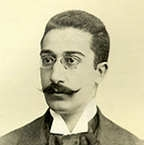
Konstantinos Kavafis, greco
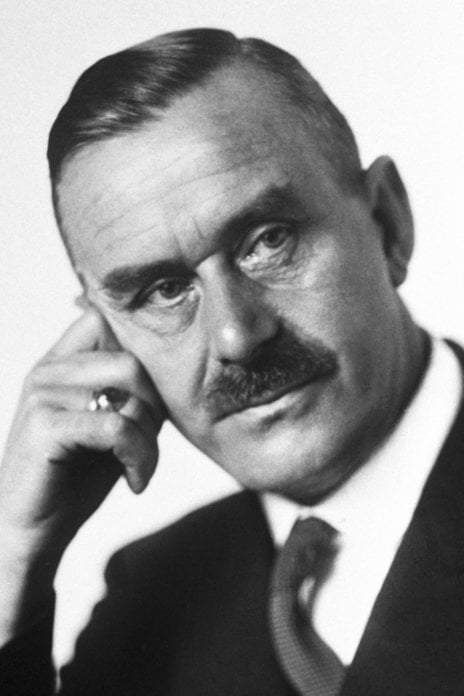
Thomas Mann, tedesco
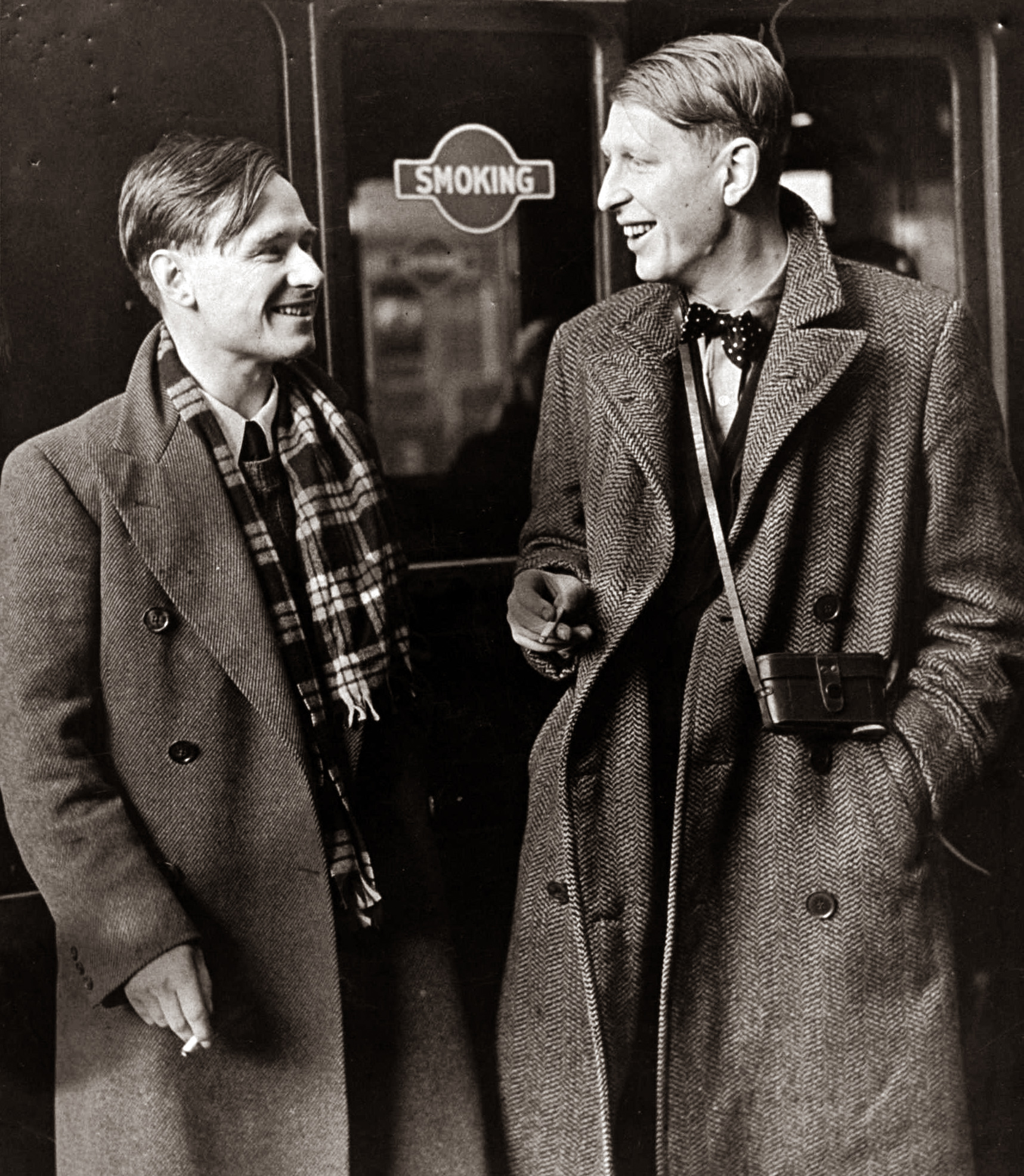
Christopher Isherwood e Wystan Hugh Auden, britannico e statunitense
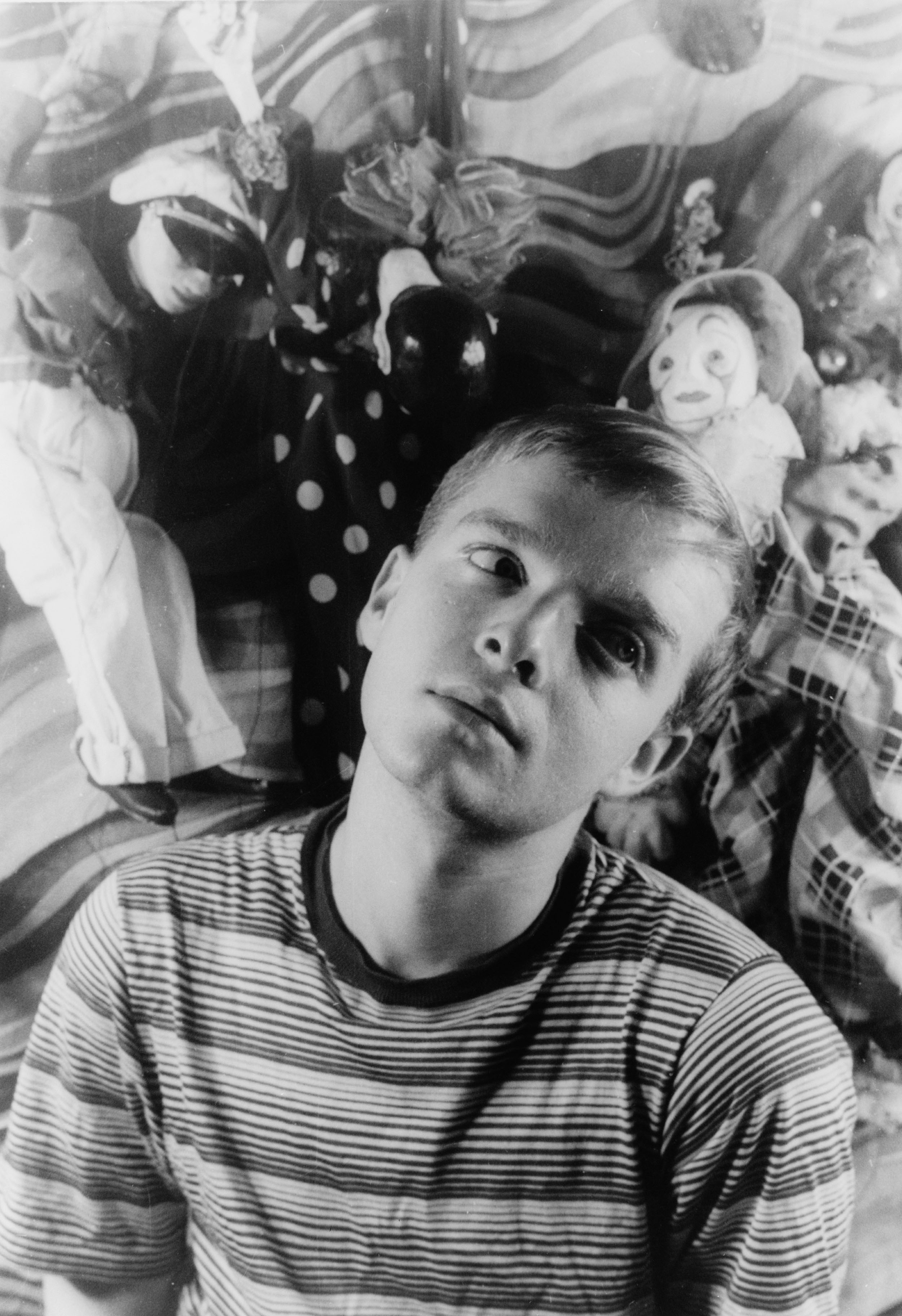
Truman Capote, statunitense
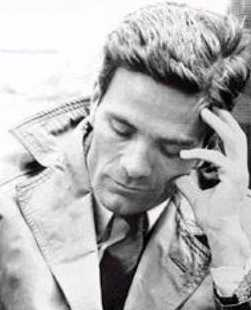
Pier Paolo Pasolini italiano
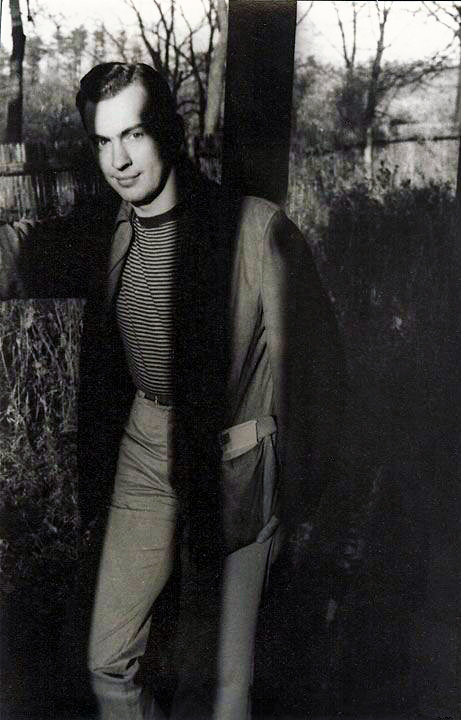
Gore Vidal, statunitense
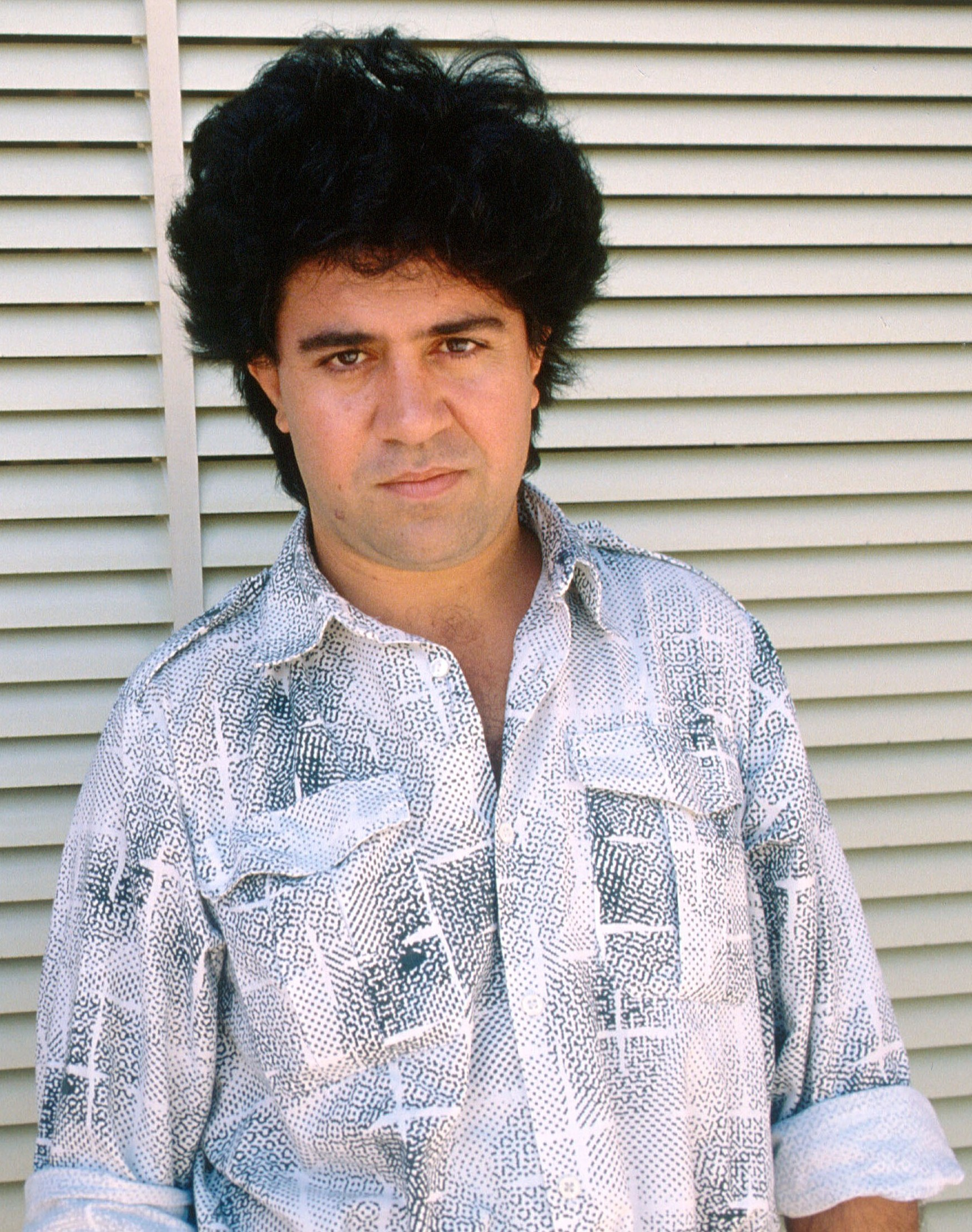
Pedro Almodóvar, spagnolo

Dalla seconda guerra mondiale in poi l'atteggiamento sociale nei confronti delle persone omosessuali è andato migliorando, anche a seguito delle battaglie condotte a questo scopo dal movimento di liberazione omosessuale. Secondo la cronologia della storia LGBT la cultura omosessuale rimanda indietro nel tempo fino al cinque, dieci, quindicimila a.C.; al giorno d'oggi prosegue con la richiesta di Diritti LGBT nel mondo e col riconoscimento di una qualche forma di matrimonio tra persone dello stesso sesso. In natura pare infine esistere anche l'omosessualità negli animali.

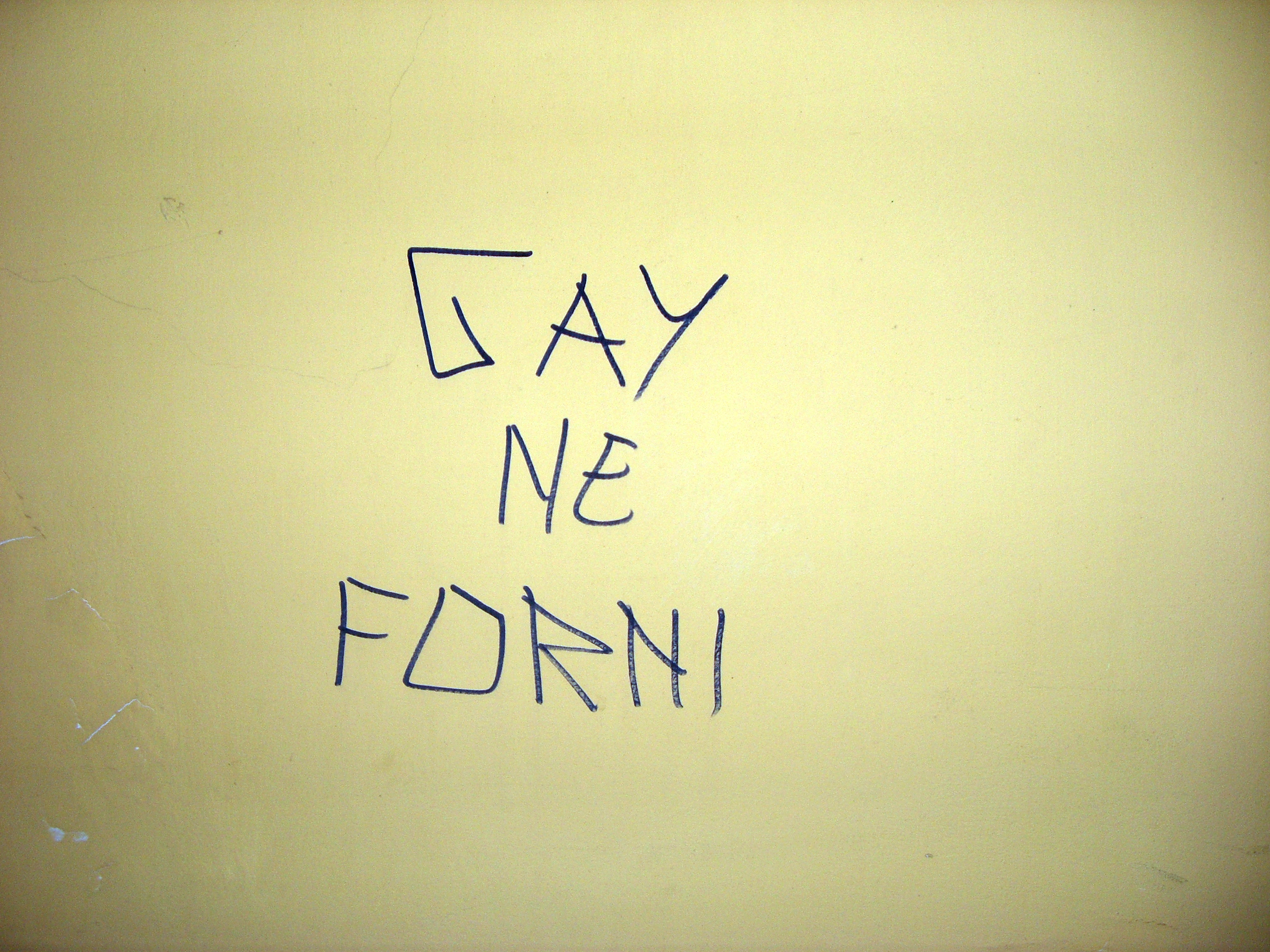
Gay ne forni (dialetto romanesco), 2008.

## Omosessualità e legge
Matrimonio omosessuale
     Unione civile
     Riconosciuti i matrimoni omosessuali esteri
     Qualche riconoscimento del matrimonio a livello federale, ma non a livello di stato
     Nessuno riconoscimento delle coppie dello stesso sesso
     Leggi che limitano la libertà di espressione e associazione
     Pena teorica non applicata nella pratica
     Pena detentiva
     Ergastolo
     Pena capitale

Stato legale dell'omosessualità nel mondo.
Legale
Matrimonio omosessuale
Unione civile
Riconosciuti i matrimoni omosessuali esteri
Qualche riconoscimento del matrimonio a livello federale, ma non a livello di stato
Nessuno riconoscimento delle coppie dello stesso sesso
Leggi che limitano la libertà di espressione e associazione
Illegale
Pena teorica non applicata nella pratica
Pena detentiva
Ergastolo
Pena capitale

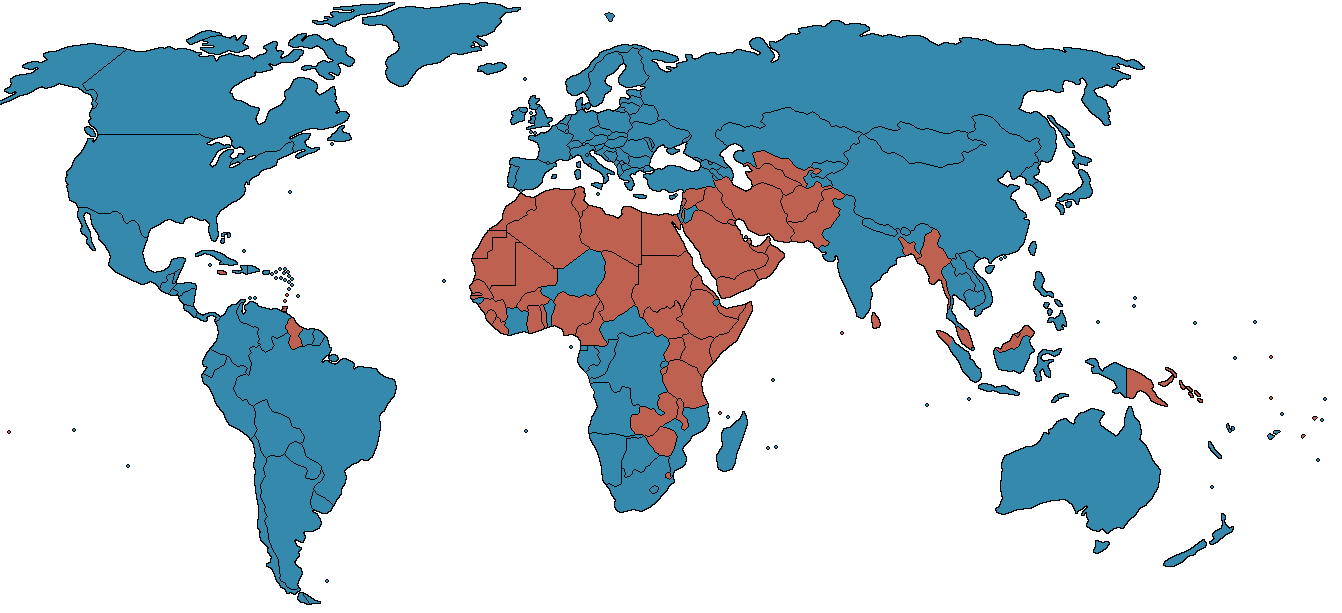
Paesi (in rosso) che prevedono leggi sulla sodomia

La maggior parte delle nazioni non impedisce il sesso consensuale tra persone al di sopra dell'età di consenso. Alcune giurisdizioni riconoscono anche gli stessi diritti, la protezione ed i privilegi per le strutture familiari di coppie dello stesso sesso, a volte anche il matrimonio. Alcune nazioni impediscono relazioni omosessuali, vietandole per legge. I trasgressori possono andare incontro alla pena di morte in alcune aree di fondamentalismo musulmano come l'Iran e alcune parti della Nigeria. Esistono, comunque, numerose differenze tra la politica ufficiale e la reale attuazione delle leggi.

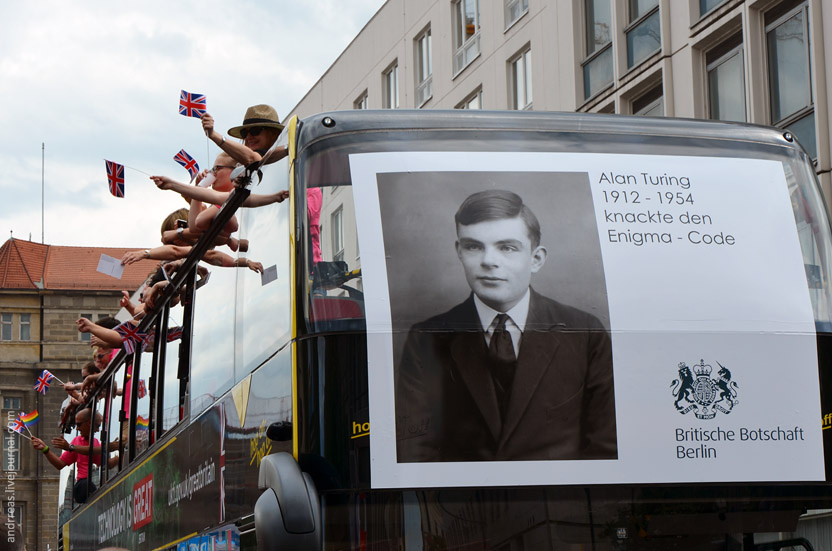
In occasione del Christopher Street Day del 2012, l'ambasciata britannica ha avviato una campagna internazionale di sensibilizzazione sul tema della discriminazione usando come esempio il matematico pioniere dell'informatica e della crittoanalisi Alan Turing: 60 anni prima era iniziato il processo che lo vide coinvolto in quanto omosessuale. Dopo aver subito una "castrazione chimica" forzata con ormoni, ridotto alla disperazione si suicidò.

Benché i rapporti sessuali tra omosessuali siano stati decriminalizzati in alcune parti del mondo occidentale, come in Polonia (1932), Danimarca (1933), Svezia (1944) e Regno Unito (1967), non fu prima della metà degli anni settanta del XX secolo che la comunità gay iniziò dapprima a richiedere limitati diritti civili in alcune nazioni sviluppate.
Una meta importante fu raggiunta nel 1973, quando l'American Psychiatric Association rimosse l'omosessualità dal Diagnostic and Statistical Manual of Mental Disorders, negando così la sua precedente definizione di omosessualità come disordine mentale. Nel 1977 il Québec divenne il primo luogo al mondo a proibire a livello giuridico la discriminazione sulla base dell'orientamento sessuale. Durante gli anni ottanta e novanta del XX secolo, la maggior parte delle nazioni sviluppate approvò leggi decriminalizzanti il comportamento omosessuale e che proibivano la discriminazione contro persone lesbiche e gay nel lavoro, nei contratti d'affitto, in casa e nei servizi. D'altra parte, molte nazioni del Medio Oriente e africane, così come vari stati asiatici, caraibici e sudpacifici, ritengono l'omosessualità illegale. In sei nazioni il comportamento omosessuale è punibile con l'ergastolo; in altre dieci la pena può giungere alla morte.

## Omosessualità e società oggi

Pew Global Attitudes Project 2013: L'omosessualità dovrebbe essere accettata dalla società? Percentuale di risposte favorevoli
81% - 90%
71% - 80%
61% - 70%
51% - 60%
41% - 50%
31% - 40%
21% - 30%
11% - 20%
1% - 10%
Nessun dato

81% - 90%
     71% - 80%
     61% - 70%
     51% - 60%
     41% - 50%
     31% - 40%
     21% - 30%
     11% - 20%
     1% - 10%
     Nessun dato

### Pregiudizio e omofobia
Il termine omofobia indica la scarsa tolleranza e la repulsione nei confronti dell'omosessualità, delle persone omosessuali e delle azioni ad esse riconducibili. L'omofobia può arrivare alla violenza fisica e all'omicidio, motivati dalla pura e semplice omosessualità della vittima. In quanto atto discriminatorio, l'omofobia si configura come una forma di sessismo. Alcuni autori, ritenendo inappropriato il suffisso -fobia, utilizzano al posto di omofobia il termine "omonegatività".
In molte culture, le persone omosessuali sono frequentemente soggette al pregiudizio e alla discriminazione. Come i membri di altri gruppi minoritari che sono oggetto del pregiudizio, anch'essi sono soggetti a stereotipi, spesso aggravanti la marginalizzazione. Il pregiudizio, la discriminazione e gli stereotipi sono tutti esempi di omofobia e eterosessismo. L'eterosessismo può includere la presunzione per cui l'eterosessualità o l'attrazione per i membri del sesso opposto sia la giusta norma e quindi che gli eterosessuali siano superiori.
L'omofobia, come già accennato, si manifesta in diverse forme e un gran numero di tipologie ne è stato formulato, tra le quali ricordiamo l'omofobia interiorizzata, l'omofobia sociale, l'omofobia emozionale, l'omofobia razionale ed altre. Similmente esistono differenti forme di lesbofobia (specifica nei confronti dell'omosessualità femminile) e di bifobia (contro le persone bisessuali). Quando certi atteggiamenti si manifestano come crimini, questi vengono solitamente definiti crimini di odio.

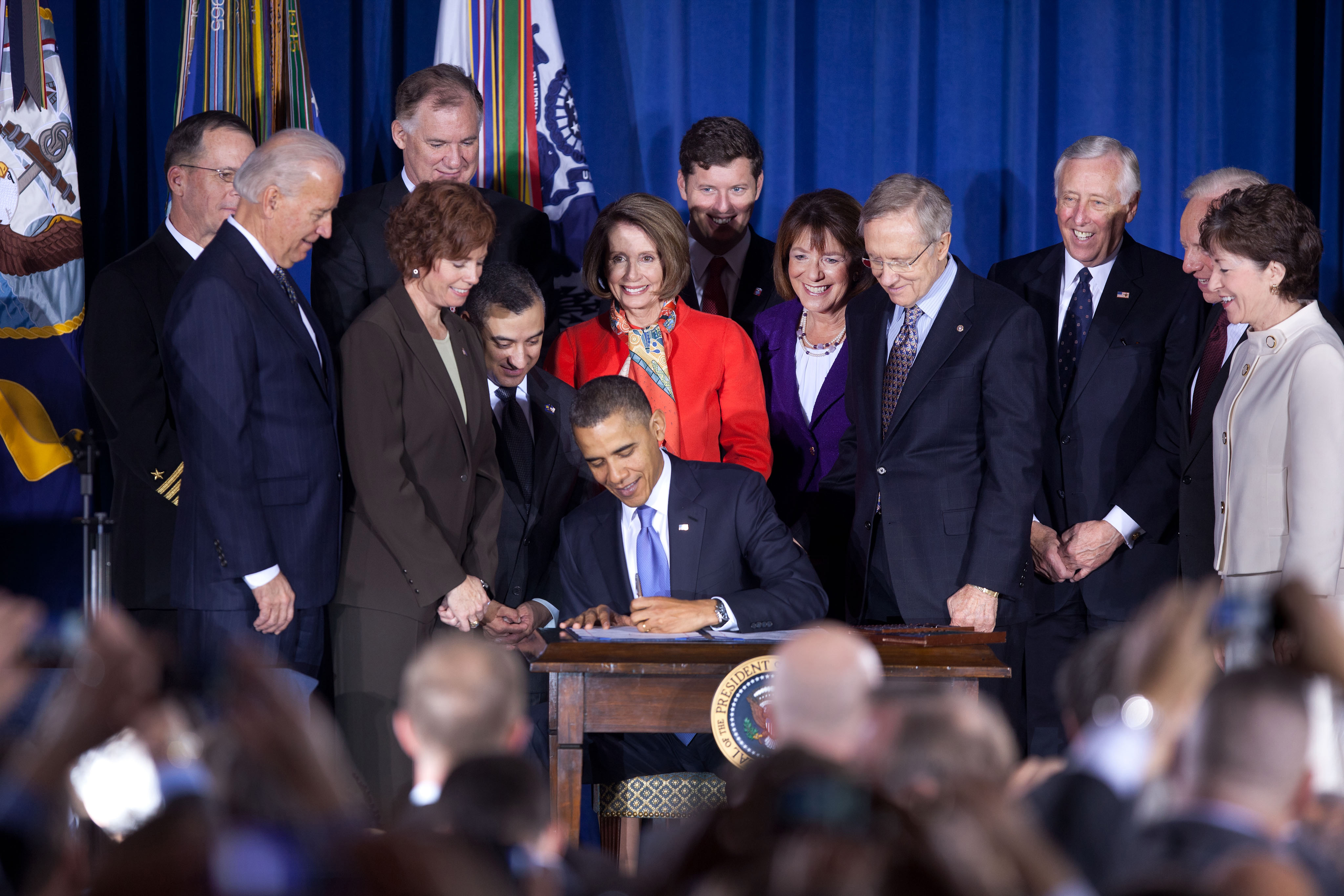
La presidenza di Barack Obama ha controfirmato la legislazione Don't Ask, Don't Tell Repeal Act of 2010 la quale abroga la precedente Don't ask, don't tell, consentendo in tal maniera di poter servire apertamente come gay e lesbiche nelle United States Armed Forces.

Gli stereotipi che caratterizzano le persone LGBT sono tanto negativi, quanto solitamente poco concernenti il romanticismo dell'individuo omosessuale; sono caratterizzati dalla promiscuità e spesso dall'erronea associazione dell'omosessualità all'abuso su minori, concezione più volte duramente contraddetta dai ricercatori e studiosi. Inoltre, ricerche suggeriscono che le persone LGBT sviluppino relazioni romantiche anche più durature e stabili. Gli uomini gay vengono spesso associati a persone con tendenze pedofile e allo stesso modo a persone che più degli uomini eterosessuali commettono tali crimini, un punto di vista rigettato dalla gran parte dei gruppi psichiatrici e contraddetta dai ricercatori. La pretesa che esistano evidenze scientifiche in sostegno ad un'associazione tra l'essere gay e l'essere pedofilo sono basate sulla misura in termini di travisamento dell'attuale evidenza. Non a caso, le statistiche dimostrano che, relativamente alla densità di popolazione in base all'orientamento sessuale, l'abuso su minore viene effettuato maggiormente dalla popolazione eterosessuale, e che, sempre in rapporto alla densità di popolazione etero e omosessuale, semmai sono le vittime di tali abusi ad essere superiori nella popolazione omosessuale, anziché in quella eterosessuale.

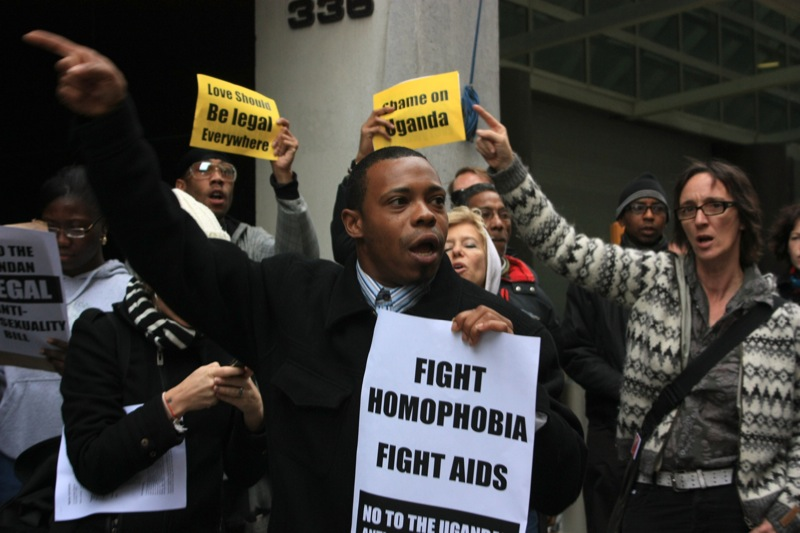
Manifestazione di ACT UP a New York contro l'Uganda Anti-Homosexuality Act, 2014, legislazione discriminatoria nei confronti delle persone LGBT.

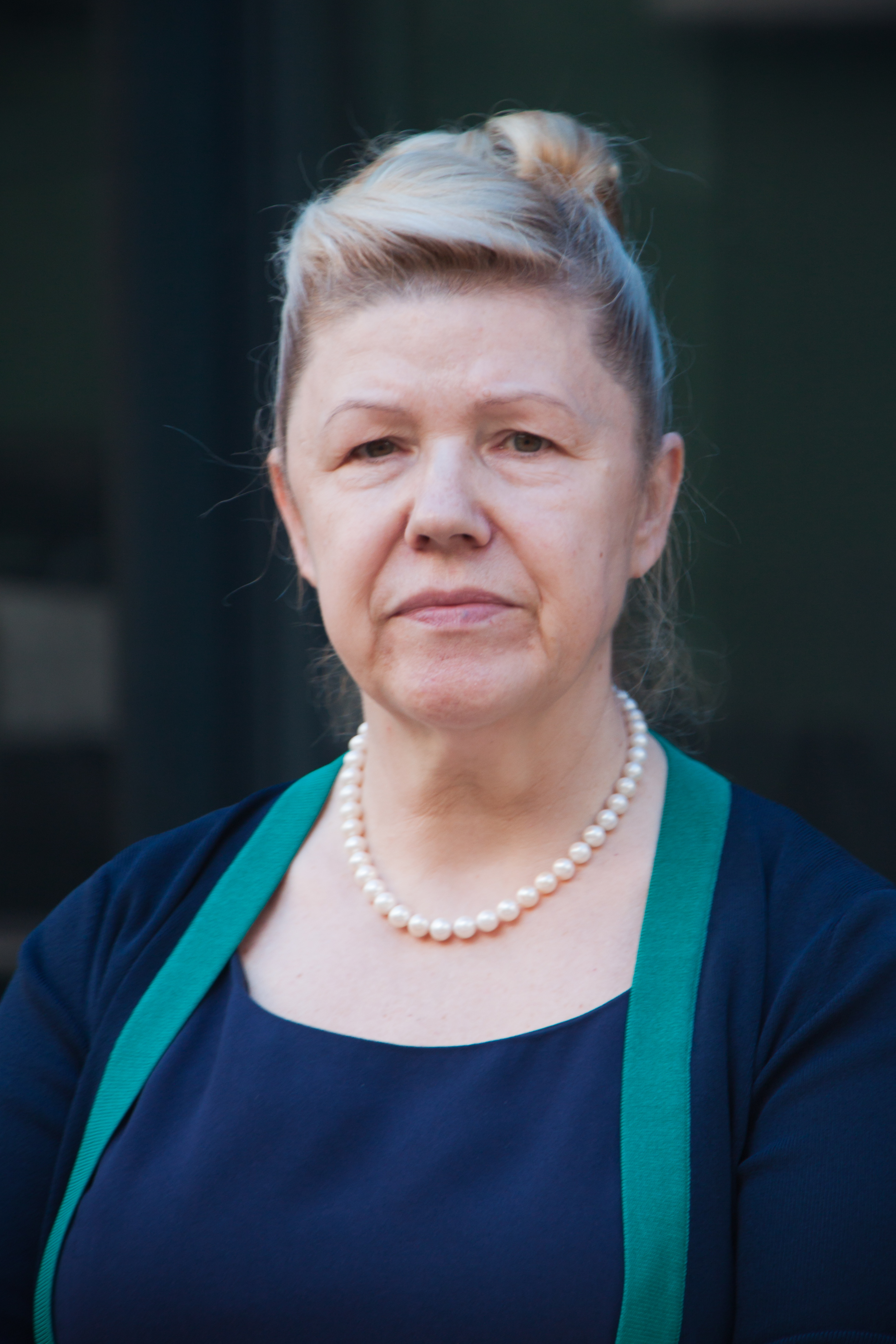
Yelena Borisovna Mizulina, autrice della legge federale russa contro la propaganda omosessuale.

Accettazione dell'omosessualità secondo lo schema Stati per PIL (PPA) pro capite (2013): in vetta Stati Uniti, Australia, Germania, Francia e Canada; in fondo Uganda, Pakistan, Egitto, Tunisia e Indonesia.

| Essere LGBTI dovrebbe essere un reato | % Favorevole | % Contrario |
| ------------------------------------- | ------------ | ----------- |
| Algeria                               | 43           | 35          |
| Egitto                                | 44           | 35          |
| Ghana                                 | 54           | 25          |
| Kenya                                 | 46           | 37          |
| Marocco                               | 39           | 39          |
| Nigeria                               | 59           | 23          |
| Sudafrica                             | 22           | 61          |
| Uganda                                | 53           | 31          |
| Zimbabwe                              | 44           | 33          |
| Malesia                               | 35           | 40          |
| Kazakistan                            | 41           | 45          |
| Giappone                              | 12           | 61          |
| Giordania                             | 47           | 31          |
| Iraq                                  | 43           | 35          |
| India                                 | 31           | 50          |
| Israele                               | 24           | 59          |
| Emirati Arabi Uniti                   | 45           | 32          |
| Indonesia                             | 38           | 37          |
| Vietnam                               | 17           | 61          |
| Turchia                               | 31           | 48          |
| Arabia Saudita                        | 49           | 32          |
| Pakistan                              | 54           | 28          |
| Filippine                             | 20           | 59          |
| Cina                                  | 20           | 59          |
| Messico                               | 12           | 62          |
| Ecuador                               | 14           | 59          |
| Repubblica Dominicana                 | 18           | 56          |
| Costa Rica                            | 12           | 64          |
| Colombia                              | 13           | 60          |
| Cile                                  | 13           | 65          |
| Canada                                | 13           | 69          |
| Brasile                               | 11           | 68          |
| Argentina                             | 13           | 67          |
| Venezuela                             | 13           | 60          |
| Stati Uniti                           | 13           | 65          |
| Perù                                  | 16           | 57          |
| Nicaragua                             | 14           | 56          |
| Trinidad e Tobago                     | 20           | 52          |
| Giamaica                              | 20           | 47          |
| Bolivia                               | 18           | 54          |
| Ucraina                               | 22           | 56          |
| Croazia                               | 9            | 72          |
| Russia                                | 28           | 55          |
| Serbia                                | 19           | 58          |
| Portogallo                            | 9            | 75          |
| Polonia                               | 23           | 53          |
| Regno Unito                           | 22           | 61          |
| Francia                               | 17           | 58          |
| Spagna                                | 13           | 72          |
| Paesi Bassi                           | 15           | 76          |
| Italia                                | 11           | 74          |
| Irlanda                               | 12           | 73          |
| Australia                             | 15           | 66          |
| Nuova Zelanda                         | 12           | 64          |

### Attivismo politico

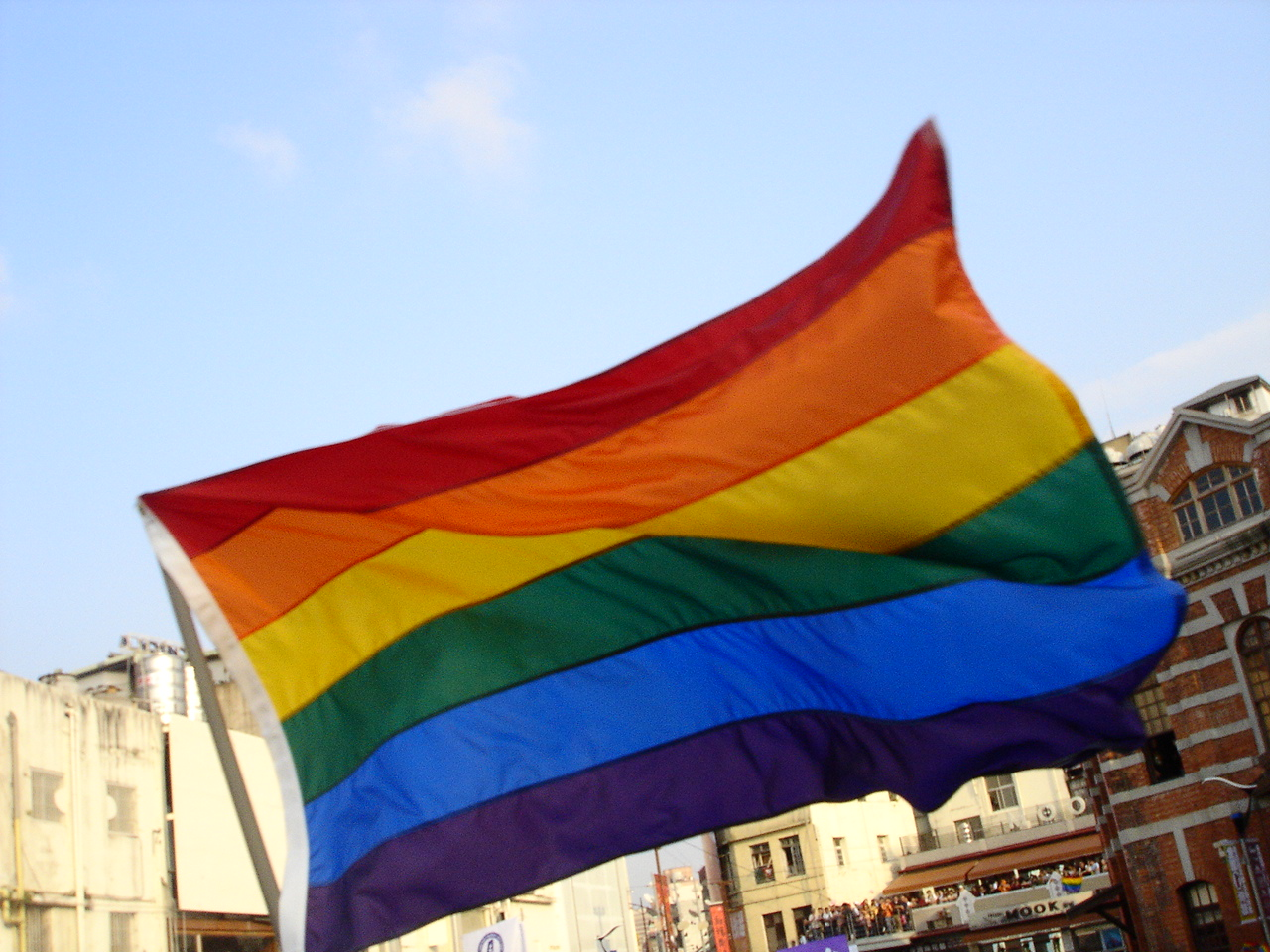
La bandiera arcobaleno, simbolo del movimento di liberazione omosessuale.

Sin dagli anni sessanta, molte persone LGBT in Occidente, in particolare nelle aree metropolitane, hanno sviluppato una cosiddetta cultura gay. Per molti, la cultura gay viene semplificata dal movimento del gay pride, che provvede a parate annuali e all'esposizione di bandiere arcobaleno. Nonostante ciò, in realtà molte persone LGBT decidono di non partecipare alla cultura queer, e molte lesbiche e gay ne declinano l'importanza o l'efficacia. Per alcuni sembra essere uno scenario frivolo, che perpetua gli stereotipi gay. Per altri, la cultura gay rappresenta una forma di eterofobia ed è sdegnata perché causa di un allargamento del divario tra le persone gay e non-gay.
Con lo scoppio dell'AIDS nei primi anni ottanta, molti gruppi LGBT e campagne organizzate da vari individui per promuovere trattamenti per l'educazione all'AIDS, alla prevenzione, alla ricerca e al supporto al paziente, riuscirono grazie a queste iniziative a farsi avanti nel mondo politico e a richiedere ai vari governi del sostegno per tali programmi.
Le spaventose statistiche di morte causate dall'AIDS all'inizio sembrarono rallentare il progresso dei movimenti per i diritti ai gay, ma conseguentemente, ciò galvanizzò alcune parti della comunità LGBT al servizio pubblico e all'azione politica, e cambiò la comunità eterosessuale verso una risposta compassionevole. Moltissime produzioni cinematografiche, in questi anni, riportarono sul grande schermo questa sensibilità sociale alla crisi causata dall'AIDS anche nei confronti degli omosessuali; ricordiamo An Early Frost (1985), Che mi dici di Willy? (1990), Il Grande Gelo (1993), Philadelphia (1993), e Common Threads: Stories from the Quilt (1989).
Politici pubblicamente gay hanno ottenuto numerose assegnazioni politiche e governative, anche in nazioni con leggi sulla sodomia o con trascorsi storici ostili (come ad esempio in Germania e in Italia).
I movimenti LGBT sono contrastati da numerosi individui e organizzazioni. Alcuni conservatori credono che le relazioni sessuali con persone diverse da quelle del sesso opposto siano erosive nei confronti della famiglia tradizionale e che i bambini dovrebbero crescere in una casa che abbia un padre e una madre. I diritti gay vengono spesso attaccati da una certa permissiva libertà di espressione da parte di alcuni individui, da parte di persone che fanno appello alla libertà di esprimere la propria religione contraria all'omosessualità, anche nei posti di lavoro, dalle varie chiese, organizzazioni caritatevoli ed altre organizzazioni religiose in accordo con un unico punto di vista religioso.
Il prezzo critico che la correttezza politica deve pagare ha portato alla minimizzazione dei problemi relativi all'omosessualità e, per estensione, all'HIV.

### La presenza omosessuale in Italia oggi
Secondo i risultati di una rilevazione ISTAT del 2011, circa un milione di persone si è dichiarato omosessuale. Tuttavia, tale istituto stima che sono circa 3 milioni gli individui (6.7% della popolazione) che "si sono apertamente dichiarati omosessuali/bisessuali o che, nel corso della loro vita, si sono innamorati o hanno avuto rapporti sessuali con una persona dello stesso sesso, o che sono oggi sessualmente attratti da persone dello stesso sesso".
Gli atteggiamenti nei confronti dell'omosessualità in Italia tendono ad essere più conservatori che in altre parti dell'Europa Occidentale. Malgrado ciò, esiste una significativa tradizione liberale, benché anch'essa sia ostacolata da forze maggioritarie conservatrici che si oppongono con viva voce all'omosessualità in molte delle richieste che i movimenti LGBT e l'Unione europea stessa fanno nel riconoscimento e tutela delle persone e delle coppie LGBT.
Una statistica del 2009 riscontra che il 52,5% della popolazione ritiene l'amore omosessuale eguale a quello eterosessuale, il 33,3% crede invece che l'omosessualità debba essere tollerata tanto quanto essa non debba essere ostentata, mentre il 9,3% la definisce immorale. Queste statistiche si ottengono da sostanziali differenze tra le categorie di età: mentre il 62,1% delle persone tra i 25 e i 34 anni ritiene l'amore omosessuale eguale a quello eterosessuale, solo il 33,9% di coloro che superano i 65 anni sono dello stesso parere.
Lo stesso esame ha chiesto alle persone quale sarebbe la reazione che avrebbero se il loro figlio fosse gay o lesbica. Il 53,5% ha risposto che avrebbe accettato il fatto senza alcun problema, il 13,7% l'avrebbe meramente tollerato nella misura in cui il figlio non ne parlasse più, il 12,7% non lo accetterebbe e il 2,2% considererebbe l'idea di mandare il figlio da un dottore.
Si riscontra che le donne sono più tolleranti per un 8% in più rispetto agli uomini.
Esistono inoltre importanti differenze geografiche: nell'Italia Settentrionale il 71,2% dei testati accetterebbe il figlio gay, nel centro il 58,4% e nell'Italia Meridionale solo il 43,6%.
Un sondaggio condotto da Demos a febbraio 2016 ha mostrato che il 56% degli italiani è favorevole al matrimonio omosessuale, in aumento rispetto alla precedente rilevazione condotta ad ottobre 2014. I contrari sono il 40%.
In Italia è presente il movimento chiamato Arcigay, cui si associa anche Arcilesbica, che in ogni città pone dei punti di ritrovo e di ascolto per tutti coloro che hanno bisogno di incontrare e di discutere con altri omosessuali dichiarati in quell'ambiente.
Inoltre ogni sede ufficiale Arcigay mette a disposizione alle persone di maggiore età una tessera che consente l'accesso a vari locali e punti di ritrovo.

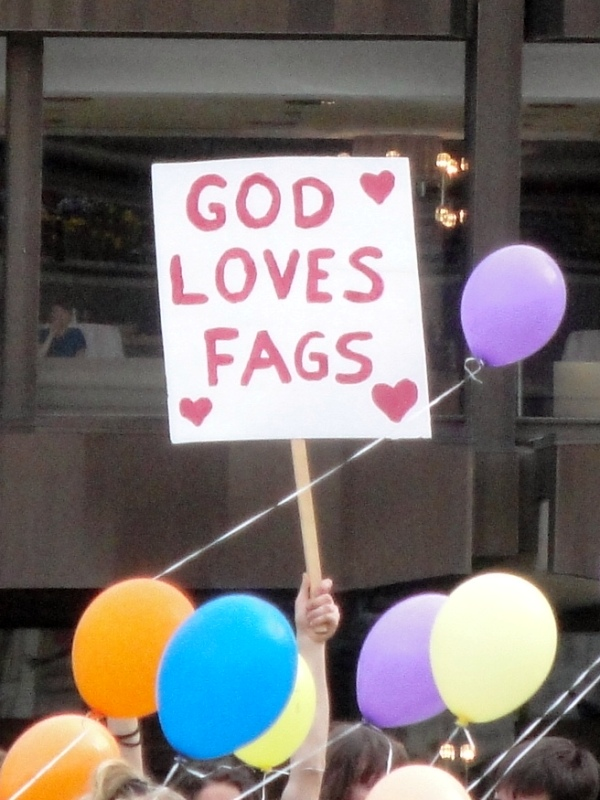
"Dio ama i froci" al Gay pride di Lipsia del 2013.

## Omosessualità e religioni
Benché il rapporto tra omosessualità e religione possa variare grandemente in termini di tempo e spazio, tra differenti religioni e sette, e riguardo differenti forme di omosessualità e bisessualità, gli organi autoritari attuali e le dottrine delle più grandi religioni nel mondo vedono l'omosessualità in termini negativi. Ciò va dallo scoraggiare in linea di massima l'attività omosessuale, all'esplicito divieto di praticare il sesso omosessuale, opponendosi così all'accettazione sociale dell'omosessualità. Alcuni insegnano che l'orientamento omosessuale sia esso stesso un peccato, mentre altri asseriscono che solo l'atto sessuale sia peccaminoso. Alcuni affermano che l'omosessualità sia superabile o curabile mediante la fede e le pratiche religiose. Dall'altra parte, esistono voci nelle stesse religioni che vedono l'omosessualità in termini più positivi, e le fazioni più liberali possono anche benedire il matrimonio omosessuale. Alcuni punti di vista ritengono l'amore e/o il sesso omosessuali sacri, e una mitologia dell'amore omosessuale è rintracciabile in molte zone del mondo. Nonostante le loro posizioni riguardo l'omosessualità, molte persone di fede si affidano sia ai testi sacri che alla tradizione nel giudizio di tale ambito. Comunque, l'autorità in varie tradizioni o in vari passaggi delle sacre scritture, nonché correzioni di interpretazione e traduzione sono ampiamente disputati e costantemente sotto esame.
Il tema dell'omosessualità sollecita da millenni l'interesse delle religioni.
La posizione tradizionale di buona parte delle religioni abramitiche (ebraismo, cristianesimo, islamismo) è in generale di ferma condanna degli atti omosessuali, ritenuti contrari al disegno divino e/o alla moralità.
Tuttavia, il dibattito in corso su questo tema ha prodotto e sta producendo posizioni maggiormente sfumate, sia pure sempre nel quadro della condanna tradizionale.

### Cristianesimo

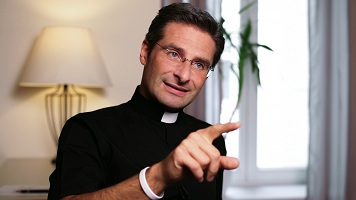
Krzysztof Charamsa durante un documentario polacco il giorno prima del suo coming out fatto nella Città del Vaticano; ha dichiarato di essere «un sacerdote omosessuale, con un compagno, felice e orgoglioso della propria identità». La rivelazione è stata fatta, ha detto ancora il monsignore, per «scuotere un po' la coscienza di questa mia Chiesa».

#### Cattolicesimo
La posizione della Chiesa cattolica sull'omosessualità è compendiata in diversi testi ufficiali, riguardanti la dottrina cristiana. Nel Catechismo (nº 2358), l'omosessualità viene definita come un'inclinazione «oggettivamente disordinata», purtuttavia i cattolici vengono chiamati ad accogliere le persone che presentano tale orientamento sempre con «rispetto, compassione, delicatezza», evitando ogni «ingiusta discriminazione». Le persone omosessuali, invece, per la Chiesa sono chiamate alla castità. La posizione della Chiesa cattolica nei confronti dell'omosessualità è espressa nel documento emanato dalla Congregazione per la dottrina della fede, a firma cardinale Joseph Ratzinger, intitolato Cura pastorale delle persone omosessuali, che in merito stabilisce: 
Celebri le frasi di Papa Francesco che in varie occasioni ha espresso, ad esempio: «Chi sono io per giudicare un gay?»; «Che tu sia gay non importa. Dio ti ha fatto così e ti ama così e non mi interessa. Il papa ti ama così. Devi essere felice di ciò che sei»; «La Chiesa deve chiedere scusa ai gay [...] I gay non vanno discriminati, devono essere rispettati, accompagnati pastoralmente [...] è quello che dice il Catechismo»; «Chi discrimina i gay non ha un cuore umano»; «Il Papa ama i vostri figli LGBT+ così come sono perché sono figli di Dio»; «Le persone omosessuali sono figli di Dio e hanno diritto a una famiglia. Nessuno dovrebbe essere estromesso o reso infelice per questo. Ciò che dobbiamo creare è una legge sulle unioni civili. In questo modo sono coperti legalmente.»
La Chiesa si oppone a qualsiasi forma di tutela e riconoscimento sociale della coppia omosessuale, e di proposizione dell'omosessualità come modello paritetico e parallelo all'eterosessualità. Avvalora inoltre discriminazioni sulla base dell'orientamento sessuale in certuni contesti quali l'ordinazione sacerdotale, l'assunzione a insegnanti di atletica, il servizio militare, l'adozione e l'affido.
All'interno della Chiesa cattolica esiste tuttavia una pluralità di controversie in ordine alle questioni pastorali, pedagogiche, gnoseologiche, sociali e politiche connesse all'omosessualità. In particolare, gli approcci pedagogici vanno dal trasformazionalismo, che rifiuta la concezione di condizione omosessuale e propone un cammino di "guarigione" verso comportamenti eterosessuali (non previsto dalla dottrina), fino a pratiche di benedizione di coppie omosessuali cattoliche non riconosciute dal diritto canonico (ad esempio Holy Unions in Dignity/USA, e Patto d'amore nella Comunità di base di Pinerolo). Tra i due estremi, esistono una pluralità di approcci presumibilmente ortodossi (gruppi diocesani, metodo "Pezzini", ricerca teologica di Concilium, gruppi cattolici di studio su fede e omosessualità, ecc.).

#### Chiesa ortodossa
La Chiesa ortodossa è contraria ai rapporti omosessuali, non alle persone in quanto tali. Da questi, pretende la castità.

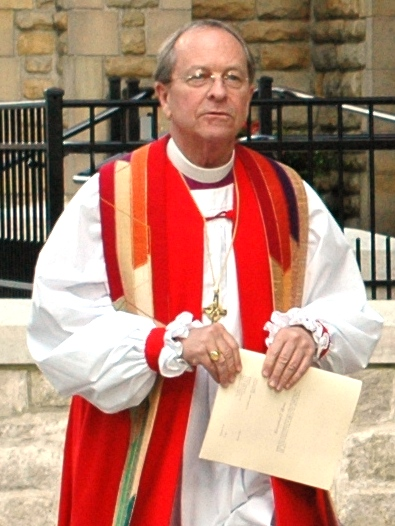
Gene Robinson, vescovo gay della Chiesa episcopale degli Stati Uniti d'America.

#### Protestantesimo
Le Chiese Protestanti mostrano diversi atteggiamenti: alcune mostrano maggiore tolleranza, ammettono il matrimonio omosessuale e l'ordinazione di omosessuali nel clero senza l'obbligo di celibato, altre, invece, sono contrarie a qualunque tipo di relazione omosessuale.

### Testimoni di Geova
I Testimoni di Geova sono contrari ai rapporti omosessuali, ma si dichiarano "non omofobi". Critiche, discriminazioni e disprezzo verso persone omosessuali sono considerate dal loro movimento un comportamento non cristiano. Secondo i Testimoni, i cristiani dovrebbero trattare tutti con rispetto al di là del loro orientamento sessuale.

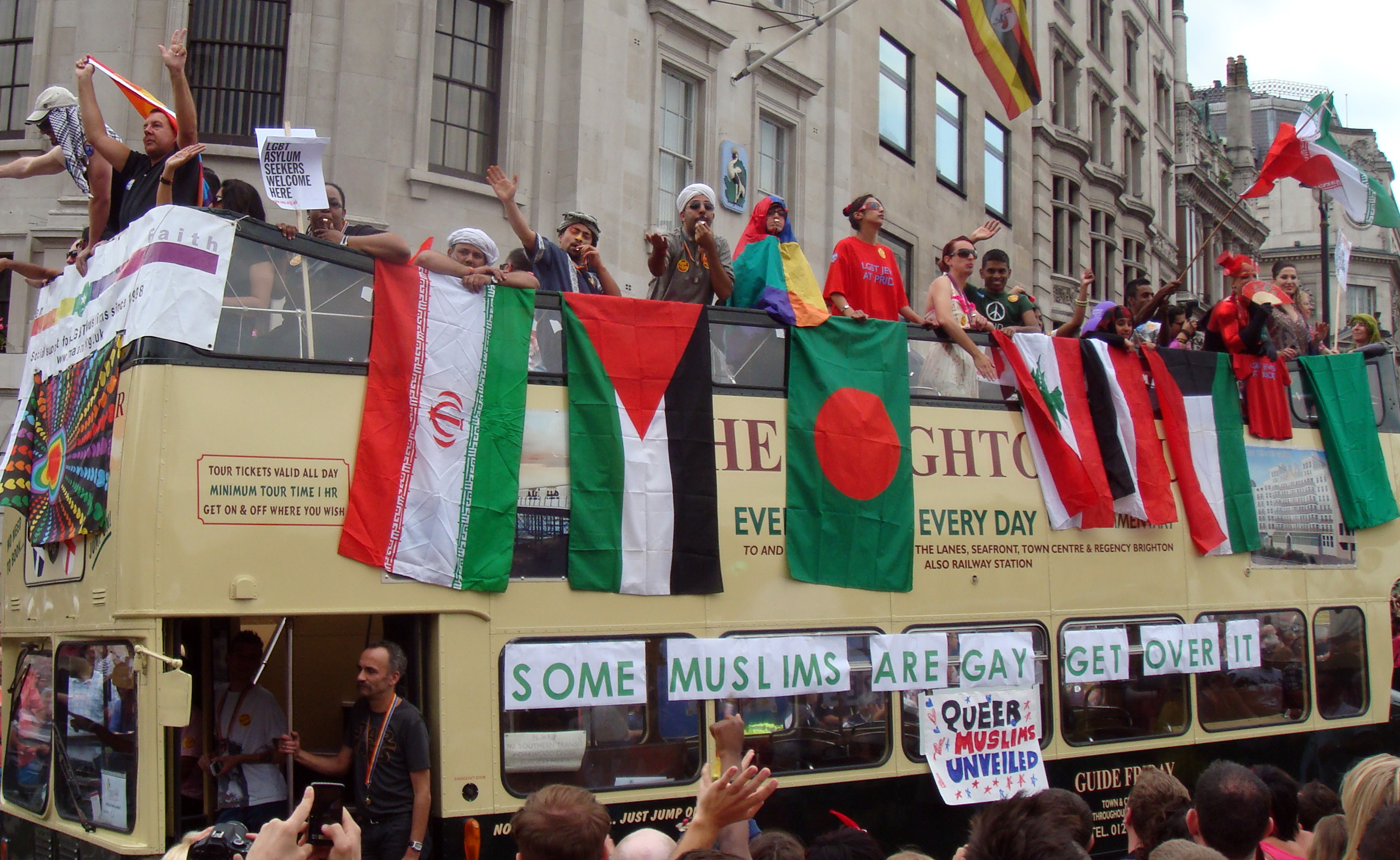
Autobus di musulmani omosessuali al Gay pride londinese del 2011.

### Islam
Nel diritto islamico non è ammissibile il concetto di orientamento sessuale, quindi sono valutati soltanto i comportamenti, cioè gli atti sessuali. In passato erano piuttosto tollerati i rapporti amorosi pederastici casti, ma il sesso anale (liwāṭ), compiuto con uomini o donne indifferentemente, è considerato un peccato molto grave dalla dottrina islamica, così come il rapporto tra due donne (siḥāq). Il Corano non prevede pene per l'omosessualità, ma le prevede per il rapporto sessuale illecito, in arabo zinā, ossia un rapporto sessuale che non rientra nel matrimonio o, per quanto riguarda l'uomo, nella relazione di concubinato. Inoltre, nonostante manchino nel Corano riferimenti diretti al liwāṭ o al siḥāq, la condanna e poi distruzione del popolo di Lot da parte di Dio, viene considerata dalla maggior parte degli esegeti una conseguenza della sodomia che essi praticavano.
I giuristi ritengono in modo unanime che il rapporto sessuale tra donne debba essere punito con una pena discrezionale stabilita dal giudice (ta'zīr), mentre per quanto riguarda il liwāṭ la questione è più complessa: la maggior parte dei giuristi della scuola ḥanafita, in accordo con il fondatore Abū Ḥanīfa, ritiene che il liwāṭ non sia equiparabile al peccato di zinā, e che quindi vada punito con una pena discrezionale. Altri due importanti giuristi della stessa scuola invece, Abū Yūsuf e Abū ʿAbd Allāh Muḥammad b. al-Ḥasan b. Farqad, detto al-Shaybānī, ritengono che vada applicata la stessa pena per zinā. I mālikiti ritengono invece che chi compie liwāṭ vada lapidato in ogni caso, mentre per shafeiti e hanbaliti si trovano due posizioni: secondo la prima, il colpevole andrebbe lapidato in ogni caso. Secondo la seconda, va applicata la stessa pena che si applica in caso di zinā, ossia la lapidazione per il muḥṣan (la persona che ha già contratto e consumato un matrimonio) e la fustigazione per il non muḥṣan.

L'impiccagione pubblica di Mahmoud Asgari e Ayaz Marhoni, due adolescenti iraniani, nella piazza Edalat (della Giustizia) a Mashhad il 19 luglio del 2005. Crimine: rapporto omosessuale consensuale.

La discussione classica si concentra quindi sulla questione della pena: il punto dei giuristi è stabilire se gli atti omosessuali siano leciti o meno e, una volta giunti alla conclusione unanime che non lo sono, valutare come essi vadano puniti.

Tali discussioni sulla pena avevano da un lato uno scopo deterrente e dall'altro erano giustificate dalla necessità che il discorso giuridico avesse una certa completezza, dal momento che il diritto islamico aspira ad essere un diritto comprensivo. Tuttavia, nella prassi raramente le pene per i rapporti omosessuali sono state applicate: da un lato questo è certamente legato alla difficoltà di dimostrare il reato, per il quale era necessario avere quattro (per quei giuristi che ritenevano trattarsi di un crimine equivalente a quello di zinā) o due testimoni che dichiarassero di aver visto l'atto illecito, dall'altro perché esisteva una certa accettazione sociale dei rapporti omosessuali.
Diversi Stati a maggioranza musulmana prevedono oggi pene contro l'omosessualità, ma si tratta di legge statale e non religiosa, molto spesso di derivazione coloniale, come nel caso libanese, in cui i rapporti sessuali “contro natura” vengono puniti dall'art. 534 del Codice Penale, di derivazione francese.

In Egitto non esiste una legge contro i rapporti omosessuali, che vengono però puniti facendo riferimento a una legge contro lo sfruttamento della prostituzione (legge 10/1961, art. 9c). In otto nazioni i rapporti omosessuali portano ufficialmente alla pena di morte: Arabia Saudita, Iran, Mauritania, Sudan, Somalia, Yemen e parte della Nigeria (il settentrione). Anche nella Striscia di Gaza, durante il controllo da parte di Hamas (dal 2007), è stata applicata la pena di morte. Altri paesi, come il Pakistan, applicano invece le pene corporali (come la flagellazione). In molti altri paesi i rapporti omosessuali vengono puniti con il carcere, per esempio in Bahrain, Qatar, Marocco, Algeria e Maldive.

In alcune nazioni a maggioranza musulmana l'omosessualità è legale, ad esempio Turchia, Giordania, Palestina esclusa la Striscia di Gaza, Mali, Iraq.

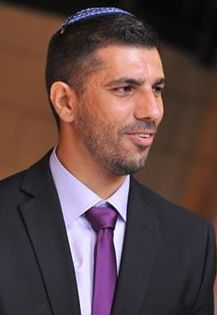
Ron Yosef è un rabbino ortodosso che ha aiutato a creare l'organizzazione israeliana "Hod", che rappresenta gli ebrei gay e lesbiche all'interno dell'ebraismo ortodosso; la sua organizzazione ha svolto un ruolo centrale nella recente rivalutazione del ruolo degli omosessuali religiosi nel movimento del sionismo religioso israeliano.

### Ebraismo
L'ebraismo ortopratico, o "ortodosso", maggioritario in Israele, condanna l'omosessualità.
Tuttavia negli USA, dove risiede la maggiore comunità ebraica della Diaspora, la corrente maggioritaria dell'ebraismo, quella riformata, ammette unioni gay e ordina rabbini omosessuali; al suo interno vi sono anche alcune sinagoghe gay.

### Buddhismo

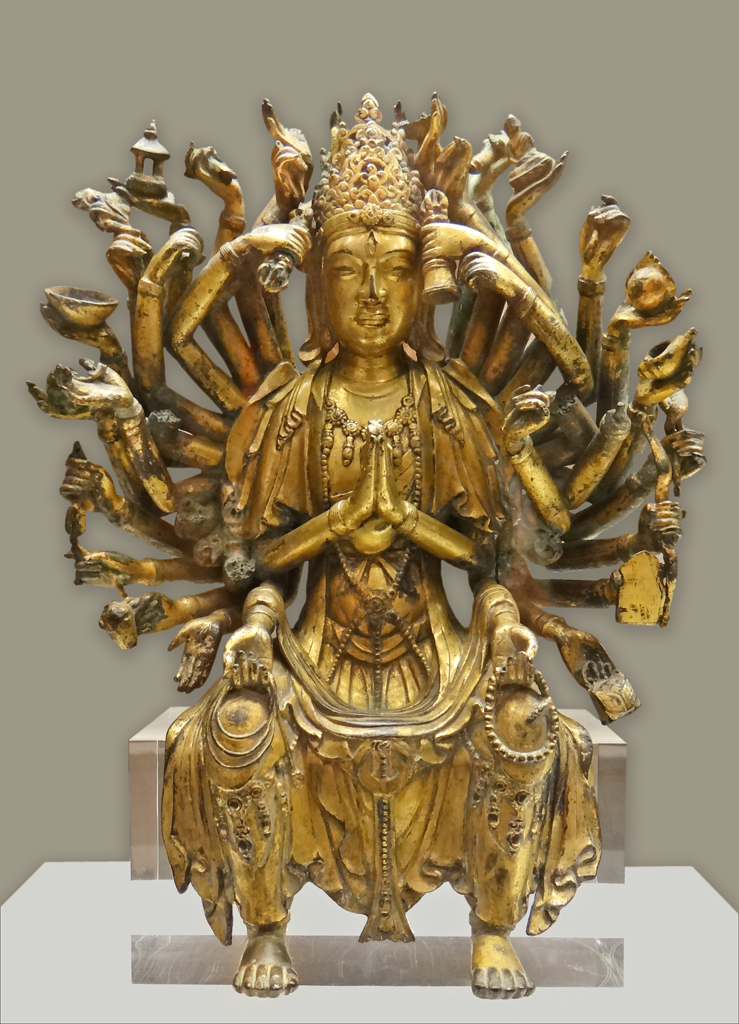
Guanyin/Kuan Yin è l'Avalokiteśvara associato alla suprema compassione e spesso è rappresentato con un'identità bisessuale.

Il precetto buddhista circa la sessualità recita "Astenersi da una cattiva condotta sessuale". Nelle diverse società ed epoche questo precetto è stato variamente interpretato, ma ha sempre mantenuto il significato di "non usare il sesso per nuocere agli altri". Questo esclude alcuni comportamenti violenti (stupro) o che non rispettano i sentimenti e la dignità propria e altrui (adulterio).
Per un monaco, questo significa semplicemente non avere rapporti sessuali con nessuno: uomini, donne o animali.
Nei paesi in cui si è diffuso il Buddhismo (Sud Est Asiatico, Cina, Corea, Giappone) non risultano leggi e condanne legali per le pratiche omosessuali, finché queste non furono introdotte dagli occidentali (in special modo britannici).
C'è da registrare che i punti di vista sull'omosessualità sono diversi e differenziati e vanno da un'esplicita condanna (non senza fraintendimenti sui significati delle parole, come l'episodio relativo alla condanna dell'omosessualità da parte del Dalai Lama) e la piena accettazione.
L'attuale Dalai Lama Tenzin Gyatso, guida del buddhismo tibetano ha affermato di essere favorevole ai matrimoni omosessuali.

### Induismo
Non ci sono condanne esplicite, tuttavia è socialmente vista come negativa. Il fenomeno dei castrati, gli hijra, un tempo diffuso, è oggi più raro.

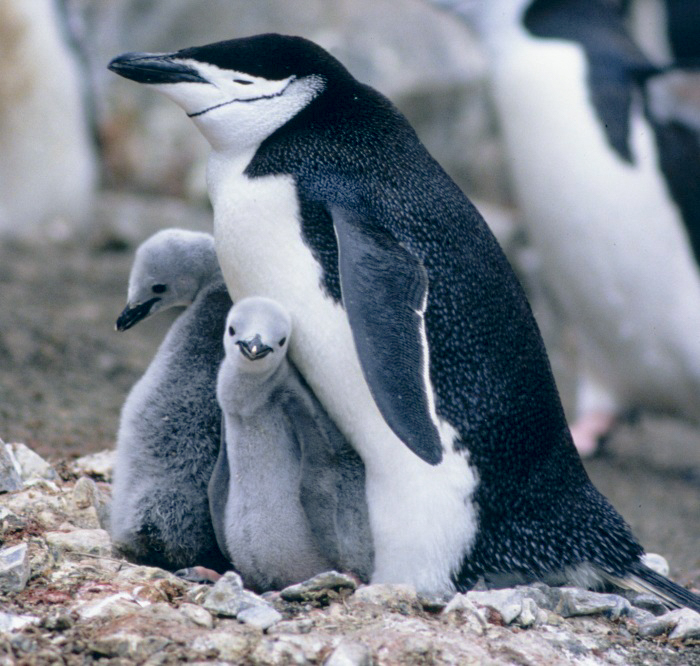
Roy e Silo, due pinguini maschi della specie Pygoscelis antarcticus dello Zoo di Central Park di New York simili a quelli nella foto, sono diventati internazionalmente noti quando si sono accoppiati disdegnando le altre femmine; in seguito hanno ricevuto un uovo che necessitava di cova e cura: hanno portato a termine con successo il compito loro affidato.